# 65 Starogardzki Pułk Piechoty
65 Starogardzki Pułk Piechoty (65 pp) – oddział piechoty Armii Polskiej we Francji i Wojska Polska Polskiego II RP.
Pułk stacjonował w garnizonie Grudziądz (II batalion w Gniewie). 
Wchodził w skład 16 Pomorskiej Dywizji Piechoty.

## Formowanie

### Starogardzki Pułk Strzelców
Na rozkaz dowódcy Dywizji Strzelców Pomorskich, w październiku 1919 roku w miasteczku Pakość, z 2 oficerów, 35 podoficerów i 204 szeregowych stworzono kompanię strzelecką. Był to zalążek Starogardzkiego Pułku Strzeleckiego. Dowództwo objął kapitan Stefan Meissner. Już 10 listopada kadra zostaje przeniesiona do Mogilna, gdzie dzięki stałemu napływowi ochotników w styczniu 1920 roku rozrasta się do siły batalionu (9 oficerów i 460 szeregowych). W składzie Dywizji Strzelców Pomorskich 19 stycznia 1920 roku pułk wkracza do Torunia i po krótkim pobycie w mieście, 2 lutego zostaje przeniesiony do Starogardu. Tam następuje dalszy szybki rozwój pułku a jego dowódcą zostaje major Eustachy Serafinowicz. Stworzone zostają dwa kolejne bataliony posiadające po 4 kompanie strzeleckie. Wzmocniono kompanię ciężkich karabinów maszynowych i utworzono pluton telefoniczny. Od początku marca oddziały pułku pełnią służbę graniczną w Tucholi, koło Opalenia i straż przy ważnym moście kolejowym na Wiśle. Rozkazem dowódcy 16 Dywizji Piechoty pułk 5 marca 1920 roku otrzymuje nową nazwę 65 Pułk Piechoty Starogardzki. 24 marca 1920 roku w skład pułku włączony został 49 pułk Strzelców Kresowych. Według raportu z tego samego dnia stan pułku wynosił: 13 oficerów, 1056 szeregowych i 6 ciężkich karabinów maszynowych.

### 7 Pułk Strzelców Polskich – 49 Pułk Strzelców
W grudniu 1918 roku, w kilku obozach we Włoszech zebrano wszystkich polskich jeńców wojennych i zaczęto formować z nich ochotnicze oddziały wojskowe dla armii polskiej gen. Hallera. Jeden z takich obozów znajdował się w La Mandria di Chivasso pod Turynem, gdzie zgromadzono pod koniec miesiąca ponad 10 000 ochotników. Pochodzili oni z różnych okolic zaboru austriackiego, znacznie różnili się wiekiem, byli fizycznie i moralnie wyczerpani pobytem w obozach jenieckich. Stworzono szereg oddziałów a wśród nich 3 pułk im. Józefa Garibaldiego, którego III batalion przeniesiono 24 lutego 1919 roku do Francji. Batalion przydzielono do 217 Pułku Piechoty Francuskiej. Do batalionu wcielono żołnierzy pochodzących z byłej armii niemieckiej i ochotników z Ameryki. Po zakończeniu organizacji, 16 kwietnia 1919 roku otrzymał on nazwę 7 pułk strzelców polskich z przydziałem do 3 Dywizji Strzelców. Przez następne kilka miesięcy kadrę dowódczą pułku stanowili oficerowie francuscy, którzy zgłosili się ochotniczo do służby polskiej.
Po przybyciu 11 maja 1919 roku do Polski pozostał chwilowo w Nowym Dworze pod Modlinem oczekując na rozwiązanie sprawy Pomorza przez Traktat wersalski. Pod koniec lipca został skierowany na Wołyń, gdzie od Tarnopola i Zbaraża po Zasław nad Horyniem prowadził utarczki z oddziałami dywersyjnymi. We wrześniu został przemianowany na 49 pułk Strzelców Kresowych z przydziałem do 11 Dywizji Piechoty. Pułk opuścili oficerowie francuscy wraz z dotychczasowym jego dowódcą pułkownikiem Réné Viardem.
Dowództwo pułku objął podpułkownik Franciszek Korewo, dotychczasowy organizator 30 pułku Strzelców Kaniowskich. Dnia 5 listopada pułk odszedł na południe i wzdłuż Zbrucza od Husiatyna do Okopów Świętej Trójcy pełnił służbę graniczną. Niebawem, 24 grudnia, przewieziono koleją oddziały pułku do Mławy. Niestety choroby zakaźne „przywleczone” ze wschodu jak tyfus, a u koni nosacizna spowodowały nałożenie na pułk kwarantanny, która trwała do 12 lutego 1920 roku. W styczniu pułk otrzymał chorągiew ufundowaną przez mieszkańców Nowego Dworu, która towarzyszyła mu do 1929 roku. W połowie lutego 1920 roku pułk przebazowano do Kościerzyny skąd wysłano bataliony do osłony granicy polsko-niemieckiej. Wkrótce zmniejszone liczebnie bataliony odjechały do Tucholi, by połączyć się z 65 Starogardzkim pułkiem piechoty, co nastąpiło 24 marca 1920 roku.
28 sierpnia w Mławie został rozformowany 263 pułk piechoty, a jego żołnierzy wcielono między innymi do 65 pułku piechoty.

## Pułk w walkach o granice

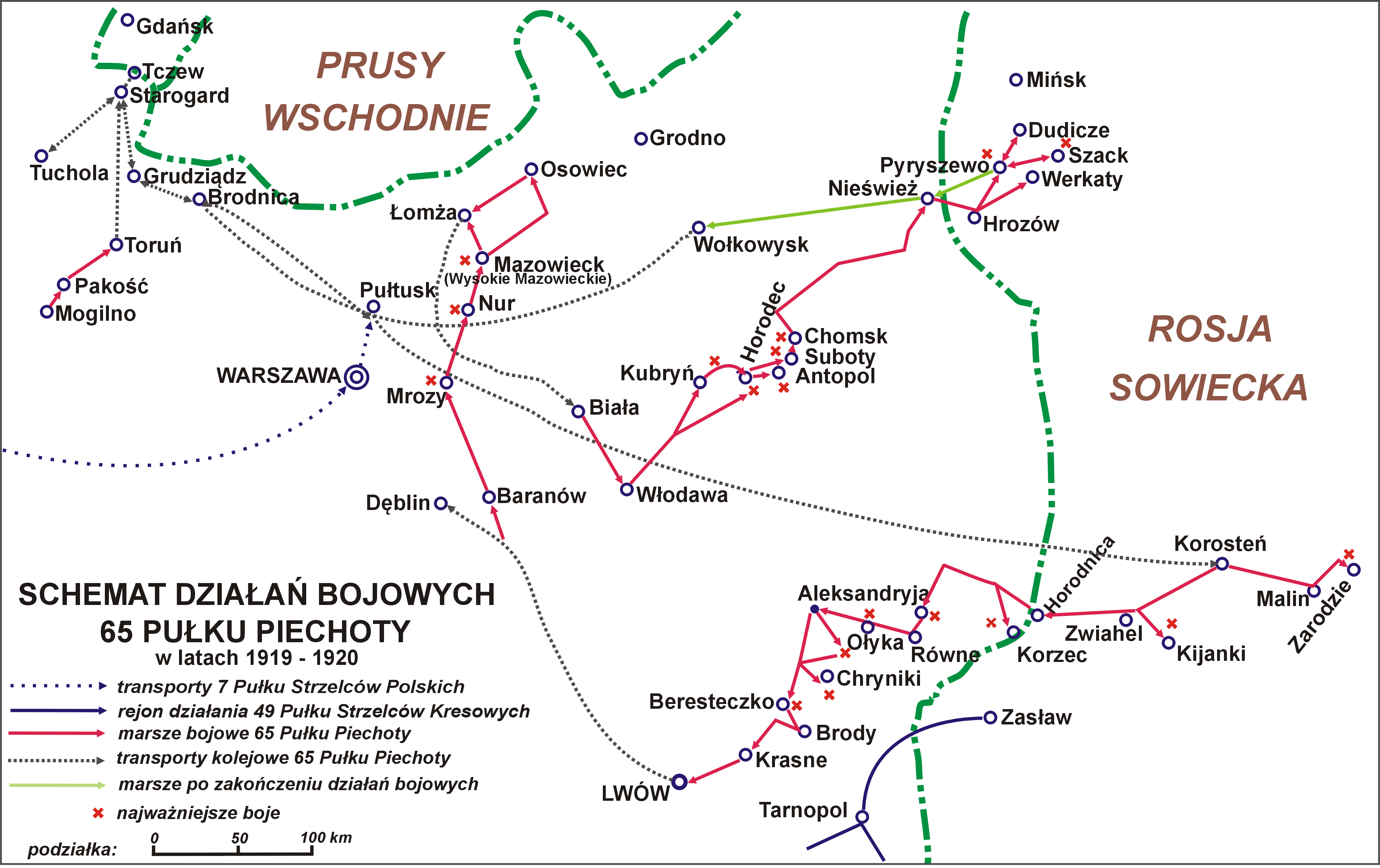
Schemat działań bojowych pułku w latach 1919-1920

Dowództwo pułku objął formalnie, z dniem 24 marca 1920 roku, ppłk Franciszek Korewo, lecz w jego zastępstwie do 7 maja dowodził mjr Eustachy Serafinowicz. Ppłk Korewo organizował w tym czasie XXXII Brygadę Piechoty (65 Starogardzki pułk piechoty i 66 Kaszubski pułk piechoty). Rozkazem dowództwa okręgu „Pomorze”, 21 kwietnia pułk został skierowany do ochrony całej granicy Wolnego Miasta Gdańska od Bałtyku do Opalenia nad Wisłą. W dniu 1 czerwca 1920 roku stan pułku wynosił: 47 oficerów, 2091 szeregowych, 32 karabiny maszynowe i ponad 300 koni, ponadto posiadał: kompanię szturmową, kompanię techniczną, kompanię karabinów maszynowych, pluton łączności, orkiestrę i tabory.
W pierwszych dniach czerwca odwołano pułk z granicy i transportem kolejowym przebazowano w rejon Kijowa. 7 czerwca przybył do Korostenia i operacyjnie został przydzielony do 6 Dywizji Piechoty. 
18 czerwca grupa gen. Jana Romera otrzymała rozkaz uderzenia od południowego zachodu na skrzydło 1 Armii Konnej. Wchodząca w skład grupy 6 Dywizja Piechoty, wzmocniona 65 pułkiem piechoty, 20 czerwca uderzyła na nieprzyjaciela. Następnego dnia dowództwo Frontu Ukraińskiego przerwało dobrze zapowiadającą się akcję i nakazało swoim wojskom odwrót. Rozkaz ten nie dotarł do 65 pułku piechoty. 21 czerwca, idący w awangardzie pułku III batalion kapitana Jerzego Szlifirza spędził sowieckie ubezpieczenia w Bobryckiej Bołarce i w Krzemionce. Przy wsparciu dwóch baterii 6 pułku artylerii polowej piechota zaatakowała Kijanki i około 9.00 bez większych strat zajęła wieś. W oparciu o miejscowość dowódca pułku zorganizował obronę. Wtedy to przeciwnik otworzył na wysunięty batalion ogień z dział i karabinów maszynowych, jednocześnie wykonując kontratak. Zagrożone obejściem zostało prawe skrzydło obrony. Na zagrożony odcinek dowódca pułku wysłał I batalion kapitana Stefana Michalskiego. Jednak silny ogień z taczanek i szarża kawalerii unieruchomiła batalion przed skrajem wsi. W walce ciężko ranny został dowódca batalionu, a Kozacy osaczyli i rozproszyli 2 kompanię. Jej dowódca i część żołnierzy dostali się do niewoli.
Około godziny 17.00 walczący dotąd na lewo od pułku III/20 pułku piechoty zaczął wycofywać się. Na odsłonięte skrzydło wysłana została pułkowa kompania szturmowa, a zza prawego skrzydła I batalionu uderzył odwodowy II batalion porucznika Rafała Krywki. Jednocześnie przygotowywano drugą linię obrony. Tak walczono do zmierzchu i skutecznie odpierano ataki oddziałów sowieckiej 11 Dywizji Kawalerii.
Wykorzystując deszczową i ciemną noc, dowódca osamotnionego pułku zdecydował się na wycofanie swoich pododdziałów przez Andrzejewicze – Kulesze do Sered. Odwrót zabezpieczał II batalion i kompania szturmowa. W Seredach dołączono do innych oddziałów 6 Dywizji Piechoty.
Zaciętą, nierozstrzygniętą bitwę przerwała burza i gwałtowna ulewa a pułk odszedł nad rzekę Słucz w okolicach miejscowości Horodnica. Wojska polskie nie zdołały zatrzymać atakujących, w przeważającej sile, oddziałów kawalerii Budionnego. Pułk w ciężkim marszu przechodzi pod Aleksandrię nad Horyniem. Następnie w krwawych walkach zdobywa Kustyń i Zaborol. 
Wycofująca się spod Równego 10 lipca 6 Dywizja Piechoty gen. Jana Romera otrzymała rozkaz kontynuowania odwrotu przez Derewlany – Ołykę na Romanowe Sioło.
Dowódca dywizji zdecydował maszerować drogą biegnącą wzdłuż toru kolejowego. Awangardę stanowił 11 pułk ułanów i I batalion 65 pułku piechoty. Za awangardą maszerował batalion sztabowy, a za nim pod osłoną II/65 pp tabor pułkowy. Artyleria dywizyjna i dywizyjne tabory maszerowały chronione przez III/65 pp. Szpicę tylną stanowiły 10 i 12 kompania. Prawe skrzydło kolumny ubezpieczał polski pociąg pancerny. 
W połowie drogi między Klewaniem a Ołyką maszerujące kolumny zostały ostrzelane przez sowiecką artylerię konną. Pod Ołyką drogę polskiemu 65 pułkowi piechoty zagrodziły oddziały 6 Dywizji Kawalerii. Działania sowieckiej kawalerii polski dowódca początkowo ocenił jako marsz polskiego 11 pułku ułanów. Dopiero gdy Sowieci rozpoczęli szarżę, realizowaną pod przykryciem własnej artylerii, I/65 pułku piechoty rozwinął się i otworzył ogień do Kozaków. Równocześnie inne oddziały 6 Dywizji Kawalerii zaatakowały stojącą w kolumnie marszowej artylerię 6 Dywizji Piechoty. W oddziałach polskich zaczęły występować oznaki paniki
W odparcie sowieckiego ataku zaangażowane były wszystkie siły i środki, jakie miał w dyspozycji dowódca pułku płk Franciszek Korewo. Oprócz piechoty, walczyli żołnierze kompanii technicznej, szturmowej i plutonu telefonicznego. Bezpośrednio po odparciu sowieckiej szarży, I batalion uderzył na Ołykę, wdarł się do miasteczka, zdobył je po walkach ulicznych, a następnie opanował linię wzgórz dwa kilometry na zachód od Ołyki.
Po zwycięstwie pod Ołyką pułk kieruje się do Łucka nad rzeką Styr. Jeszcze uczestniczy w działaniach wypadowych na wschód od rzeki, między Łuckiem a Beresteczkiem, przyczyniając się do opóźnienia marszu konnicy Budionnego na Brody. Walki pod Beresteczkiem są ostatnim czynem bojowym pułku na froncie wołyńskim.
Pułk otrzymuje rozkaz powrotu do swojej macierzystej 16 Dywizji Piechoty. W dniu 6 sierpnia 1920 roku Naczelny Wódz marszałek Józef Piłsudski wydał rozkaz do rozstrzygającej Bitwy nad Wisłą. Grupa manewrowa znad Wieprza, pod bezpośrednim dowództwem Naczelnego Wodza, miała za zadanie uderzyć na skrzydło i tyły wojsk sowieckich stojących pod Warszawą. Pułk staje w Dęblinie 9 sierpnia, by po krótkim odpoczynku 12 sierpnia zająć pozycję pod Baranowem w Pradolinie Wieprza. Dwa dni później marszałek osobiście przeprowadza przegląd pułku. O świcie 16 sierpnia żołnierze ruszają do ofensywy. Staczając szereg potyczek pułk przez Żelechów i Latowicz dotarł 17 sierpnia do miejscowości Mrozy koło Kałuszyna, gdzie stoczył zacięty, zwycięski bój, biorąc do niewoli około 800 jeńców.
Dalszy szlak bojowy jednostki prowadzi przez Węgrów i Kosów pod wieś Nur, w pobliżu której forsuje Bug i kieruje się na Wysokie Mazowieckie i Tykocin nad Narwią. Wreszcie 25 sierpnia 1920 roku dochodzi w okolice Wizny i pozostaje tam na odpoczynek. Pułk 7 września przerzucono do Białej Podlaskiej, a następnie do Włodawy, gdzie zebrała się cała 16. Dywizja Piechoty. Następnie w pospiesznym marszu podąża dalej na północny wschód, przez Małorytę pod Kobryń by wziąć udział w zaciętych walkach z 4. Armią sowiecką broniącą Polesia.
Najcięższe boje stacza 16 Dywizja Piechoty, a w jej składzie starogardzki pułk, w okolicy Horodca. Od 25 września do 12 października toczył walki pod Antopolem i Chomskiem, bez walki przechodzi przez Lachowicze i Nieśwież, aż pod miejscowość Hrozów. Pod Hrozowem i Szackiem zwycięża w kolejnych starciach z nieprzyjacielem i 16 października zajmuje Szack. Na rozkaz dowódcy dywizji wycofuje się na linię rozejmową, a z niej w ciągu października i listopada, kolumną marszową, odchodzi w okolice Wołkowyska i 27 listopada 1920 roku wraca pociągami na Pomorze.

### Mapy walk pułku w 1920

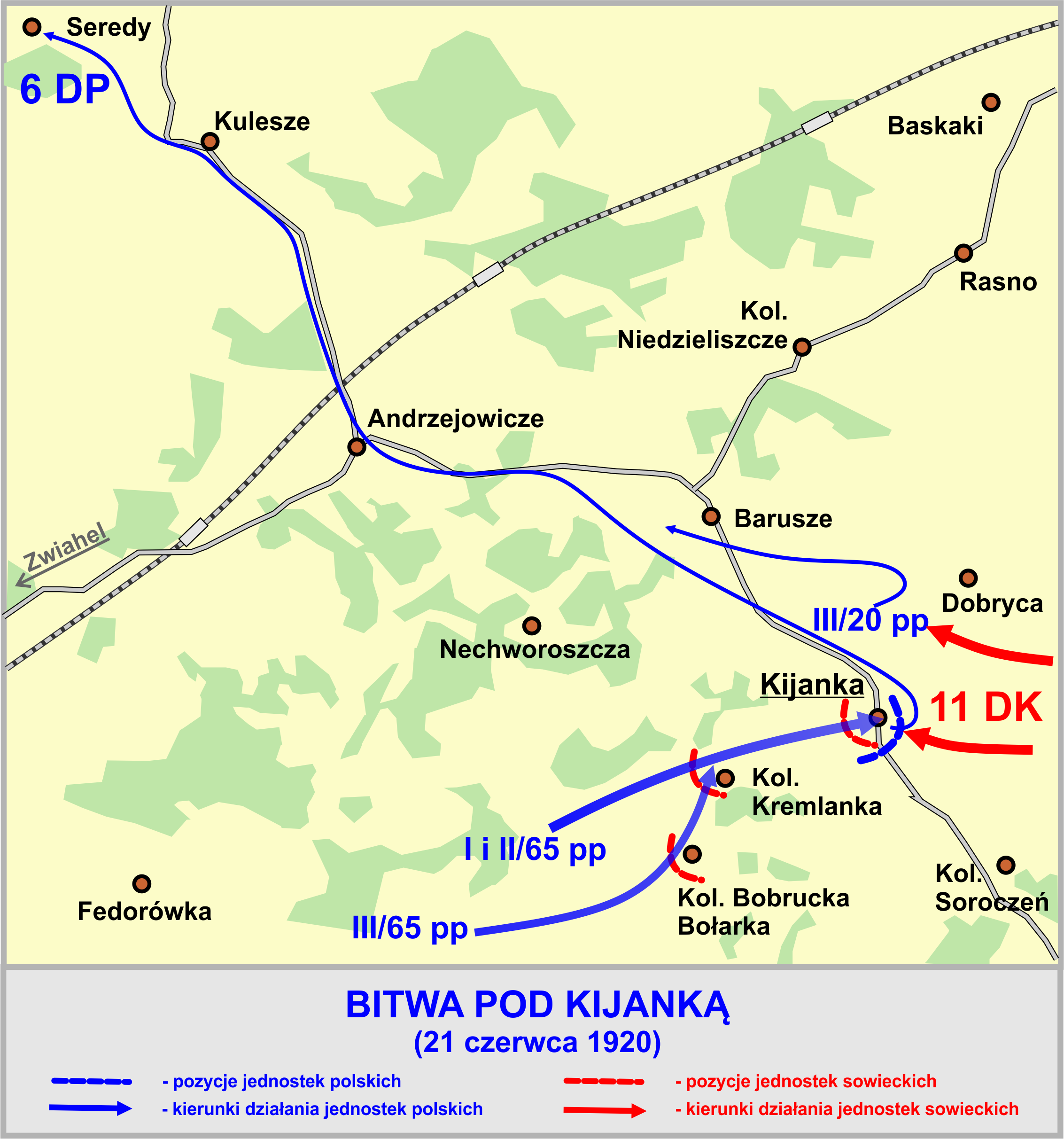
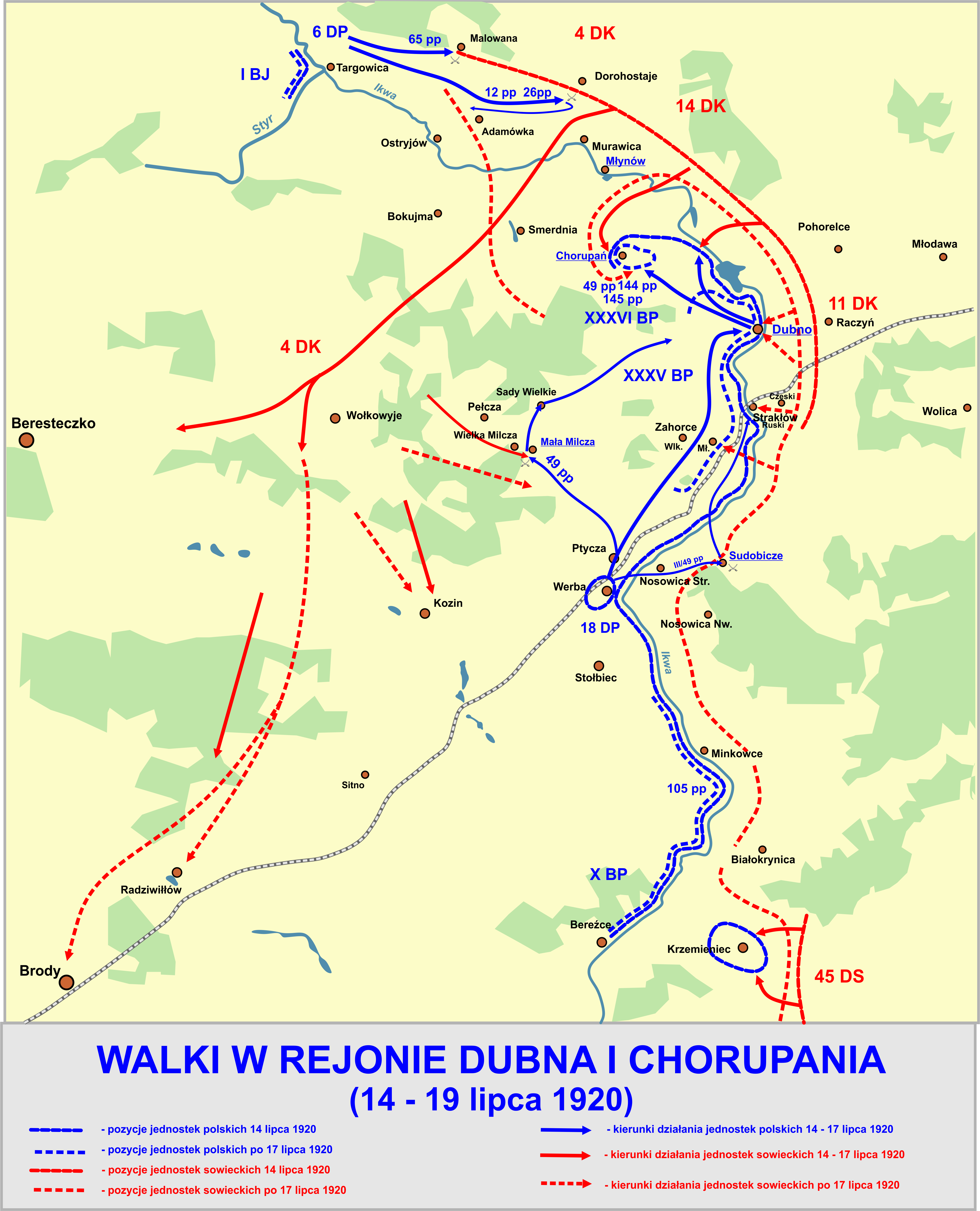
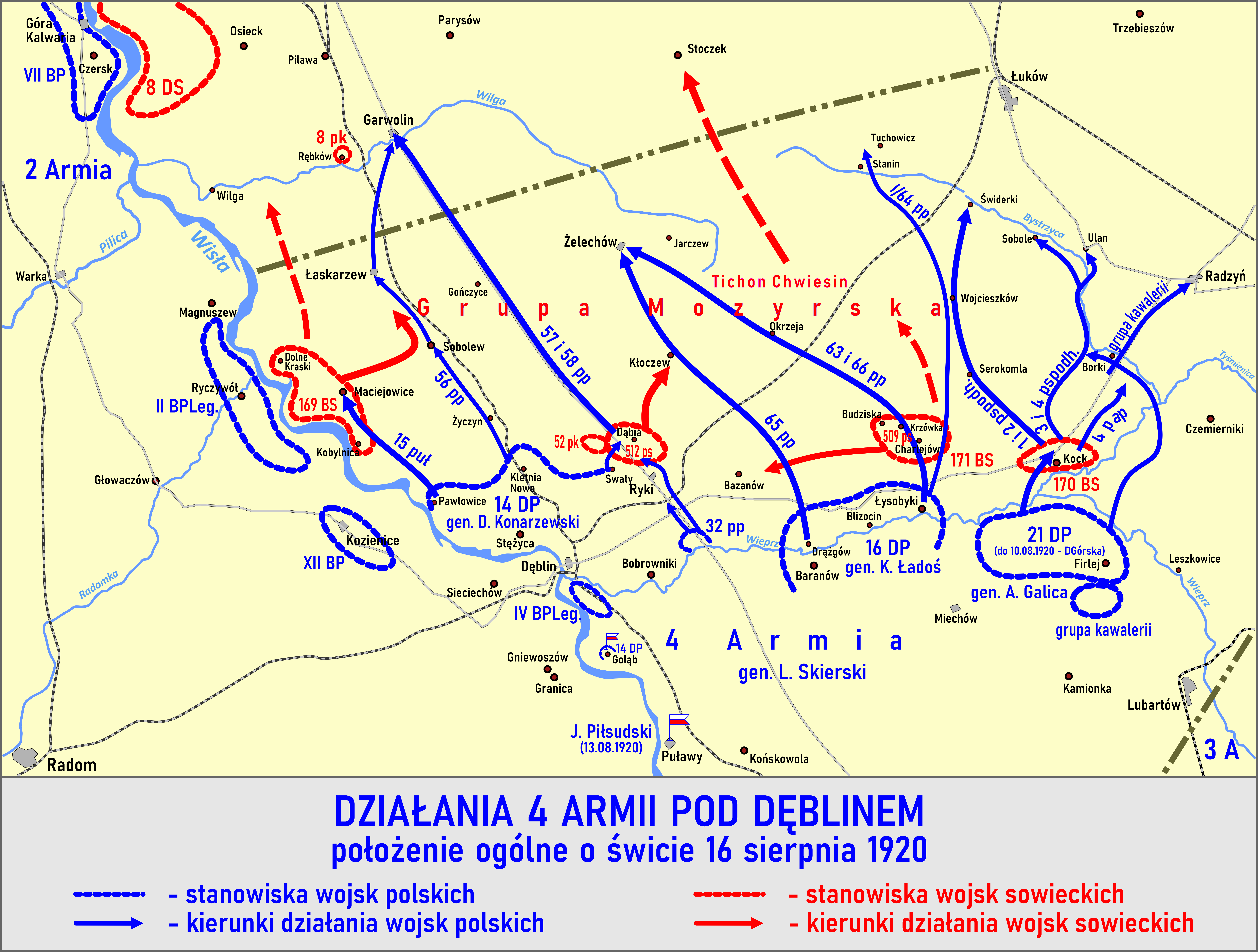
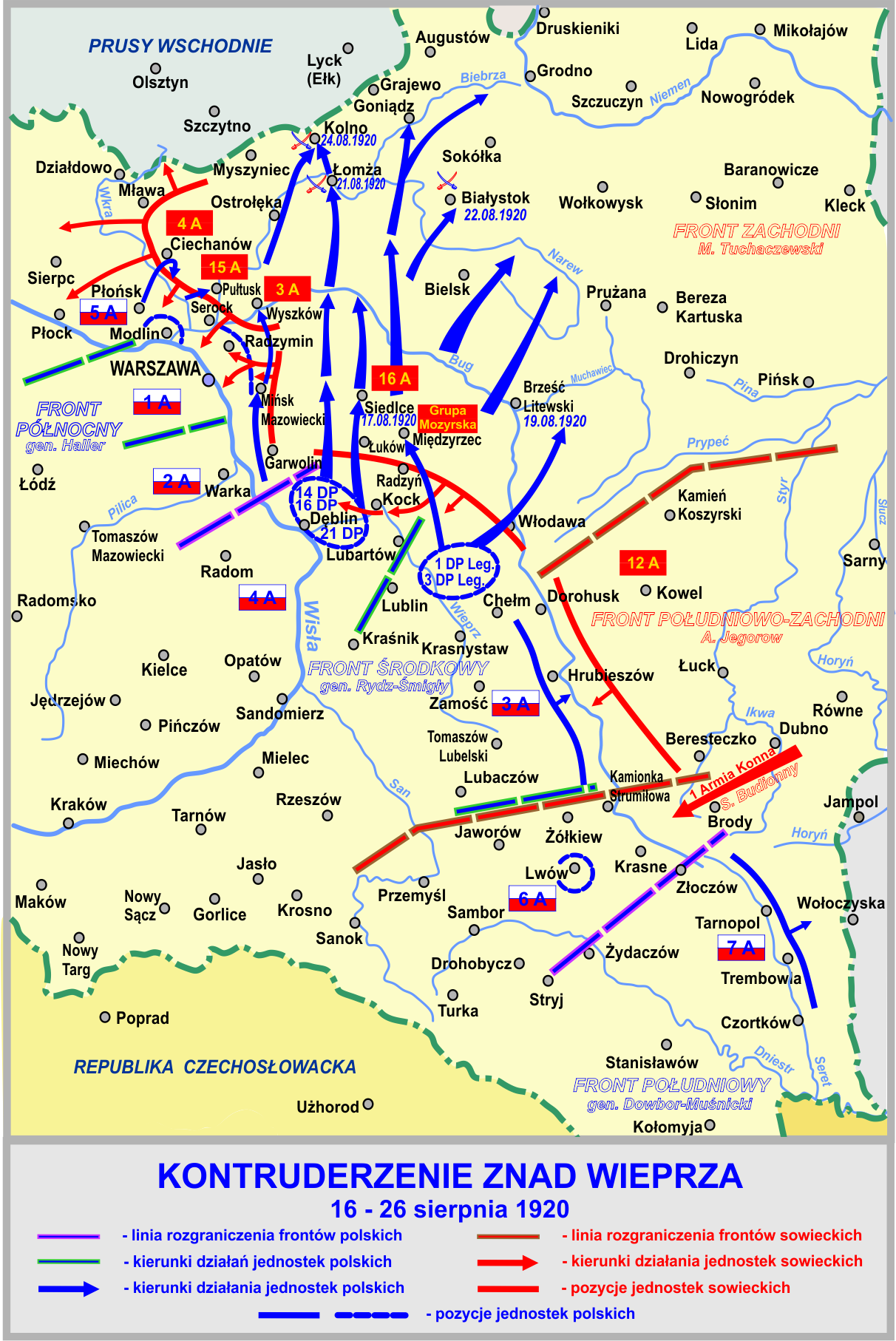
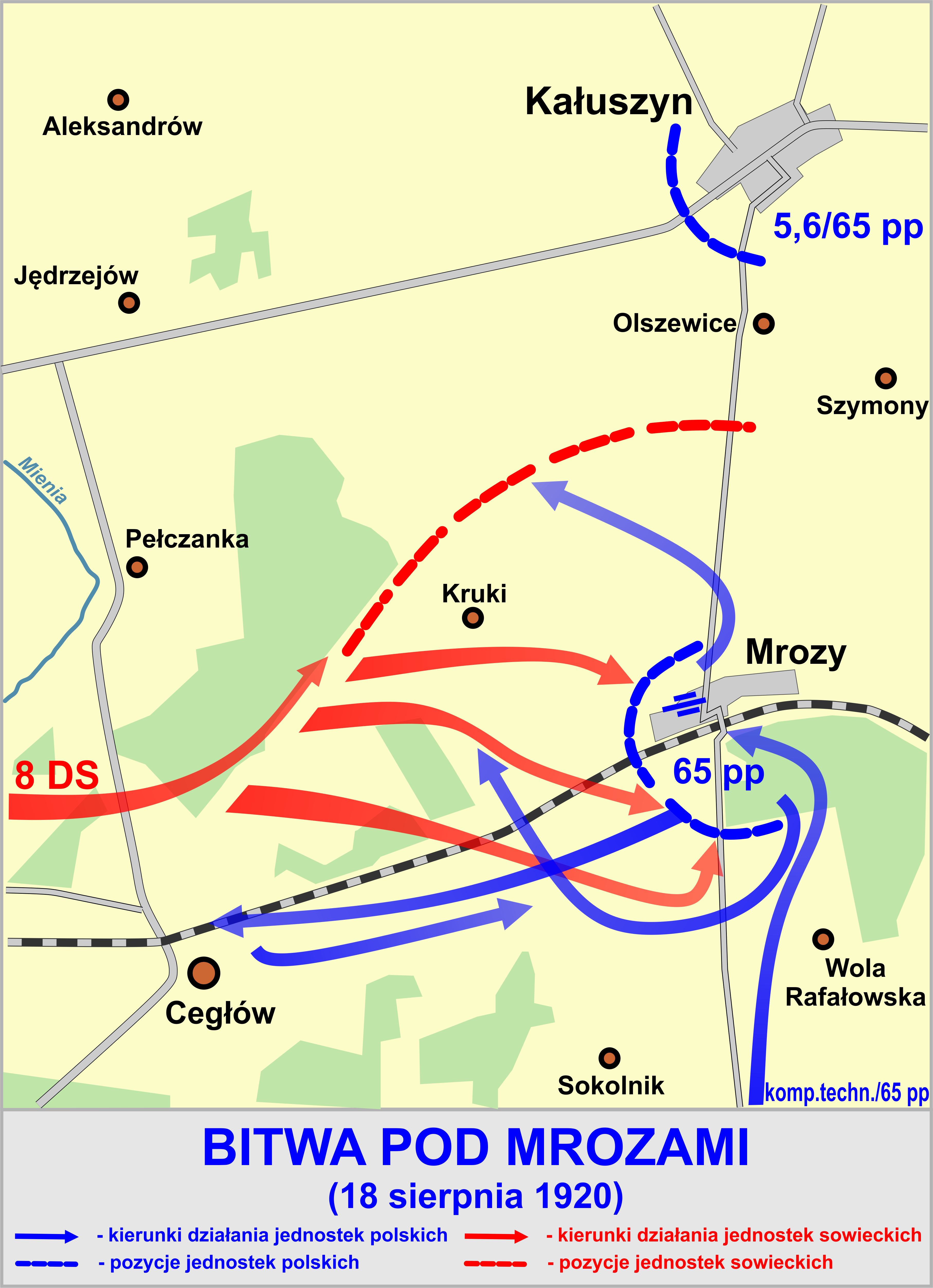
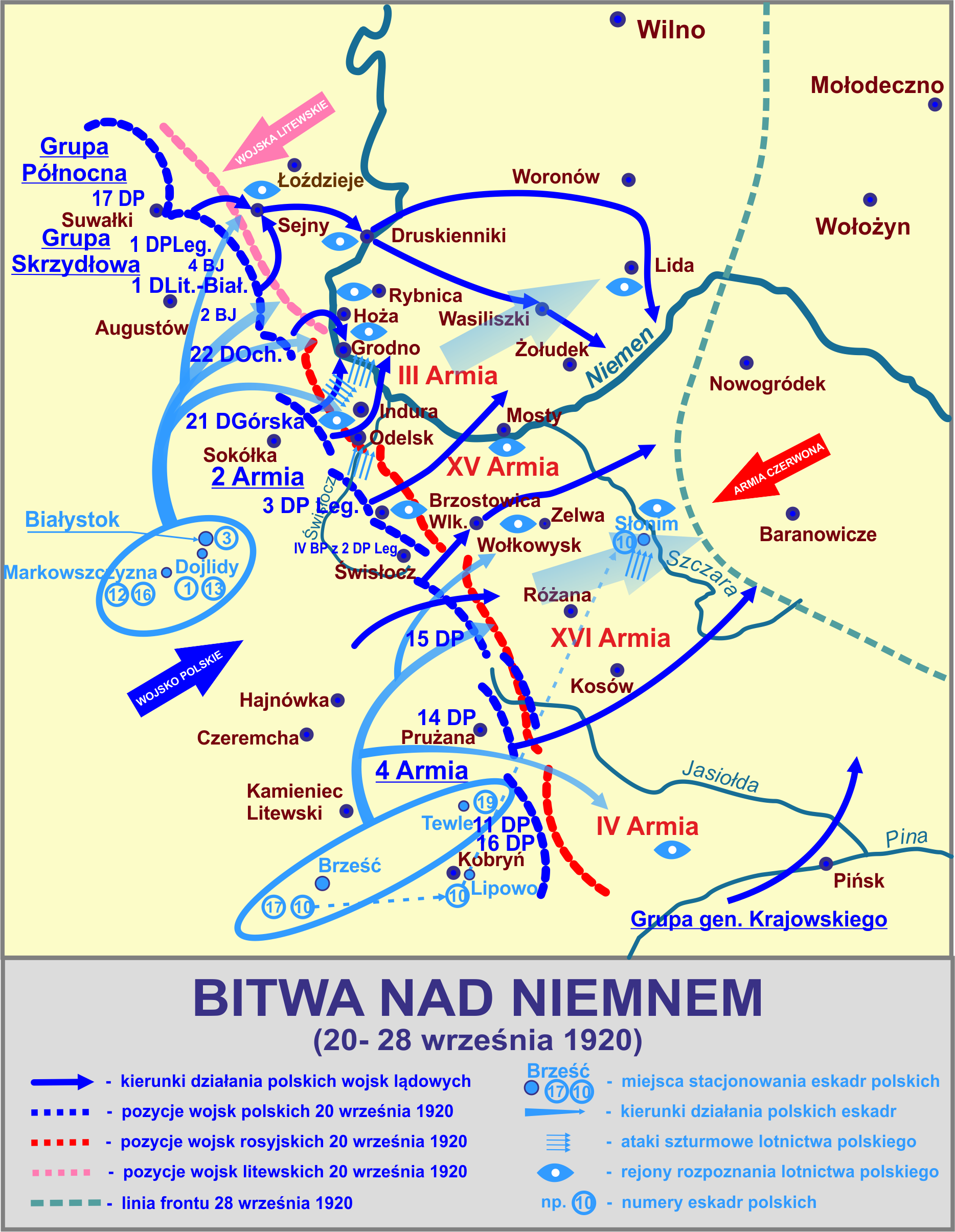
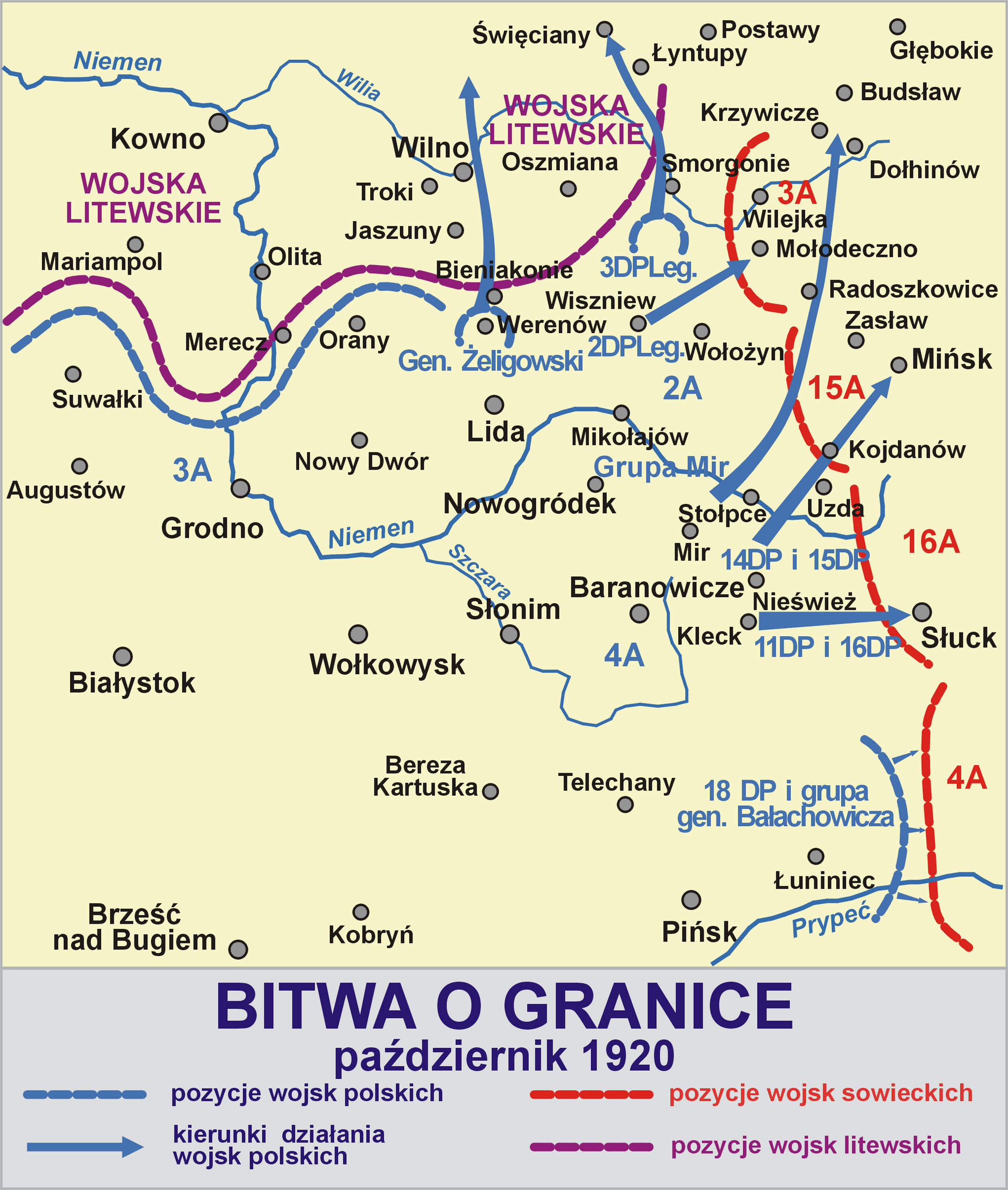

### Obsada pułku w 1919–1920
| Stanowisko            | Stopień, imię i nazwisko | Czasokres   |
| --------------------- | ------------------------ | ----------- |
| dowódca pułku         | ppłk Franciszek Korewo   | 1920        |
| dowódca I batalionu   | kpt. Stefan Michalski    | był VI 1920 |
| dowódca II batalionu  | por. Rafał Krywko        | był VI 1920 |
| dowódca III batalionu | kpt. Jerzy Szlifirz      | był VI 1920 |

### Kawalerowie Virtuti Militari
| Żołnierze pułku odznaczeni Krzyżem Srebrnym Orderu Wojskowego Virtuti Militari | Żołnierze pułku odznaczeni Krzyżem Srebrnym Orderu Wojskowego Virtuti Militari | Żołnierze pułku odznaczeni Krzyżem Srebrnym Orderu Wojskowego Virtuti Militari |
| ------------------------------------------------------------------------------ | ------------------------------------------------------------------------------ | ------------------------------------------------------------------------------ |
| st. szer. Franciszek Bejma nr 2415                                             | sierż. Julian Brzózka                                                          | sierż. Stanisław Budzianowski nr 2227                                          |
| plut. Anastazy Gliszczyński nr 969                                             | ppor. Józef Gołębiewski nr 2222                                                | st. sierż. Roman Groblewski nr 398                                             |
| ppor. Artur Gudera                                                             | kpr. Franciszek Jasnoch nr 381                                                 | ppłk Franciszek Korewo                                                         |
| kpt. Rafał Krywko                                                              | szer. Jan Leparowski nr 2418                                                   | kpt. Stefan III Michalski                                                      |
| kpt. Tadeusz Müller                                                            | st. szer. Józef Panek nr 525                                                   | sierż. Marian Pelc nr 2420                                                     |
| szer. Franciszek Podracki nr 2417                                              | st. szer. Antoni Pyrngies                                                      | ppor. Jan Rafalski                                                             |
| ppor. Tadeusz Rej                                                              | kpr. Jan Różański nr 302                                                       | ppor. Kazimierz Rybicki                                                        |
| sierż. szt. Franciszek Sadowski nr 2419                                        | mjr Eustachy Serafinowicz                                                      | kpr. Józef Świeczkowski nr 1254                                                |
| kpt. Ignacy Skarzyński                                                         | plut. Jan Wejer                                                                | ppor. Tomasz Wiński                                                            |
| ppor. Józef Zapolski                                                           | szer. Józef Zdyb nr 1625                                                       |                                                                                |

## Pułk w okresie pokoju

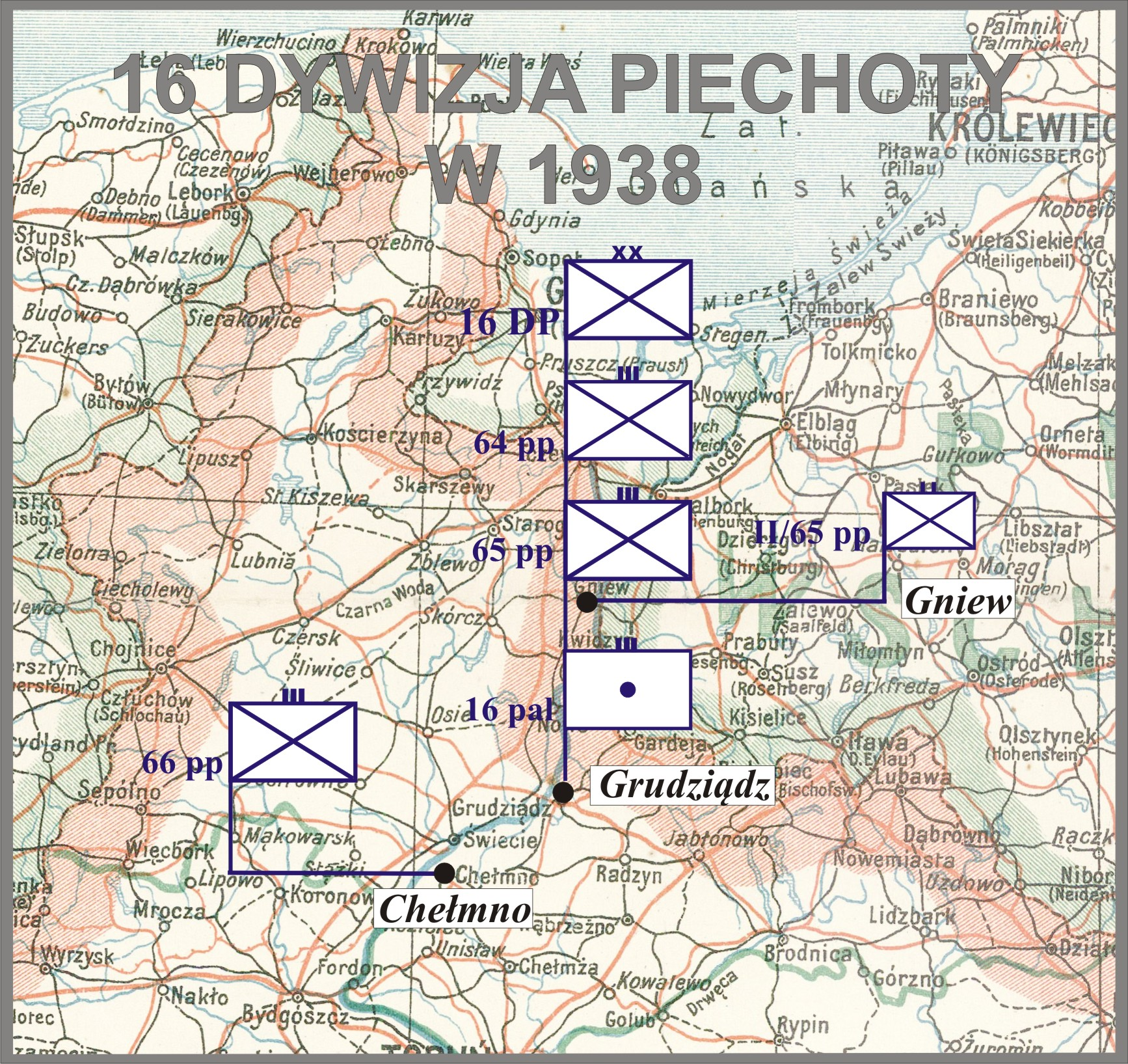
16 Dywizja Piechoty w 1938

W listopadzie 1920 dowództwo pułku oraz I, II i IV batalion przegrupowano do Brodnicy, a III batalion do Działdowa. Tam zdemobilizowano żołnierzy starszych roczników oraz ochotników przybyłych z różnych krajów Europy oraz USA. Pułk wcielał rekrutów z poboru. W ramach reorganizacji wojska pułk przeszedł na system trójkowy wzorowany na armii francuskiej. Zlikwidowano czwarte plutony i kompanie w poszczególnych batalionach oraz czwarty batalion w pułku. Pod koniec 1921 pułk przeniesiono do Grudziądza, a II batalion do Gniewa. Na początku 1922 III i I batalion przeszły do Starogardu. W terminie późniejszym dołączyło dowództwo pułku i pozostałe pododdziały. Pułk rozpoczął codzienną prace szkoleniową. Pozostał w strukturze 16 Dywizji Piechoty.

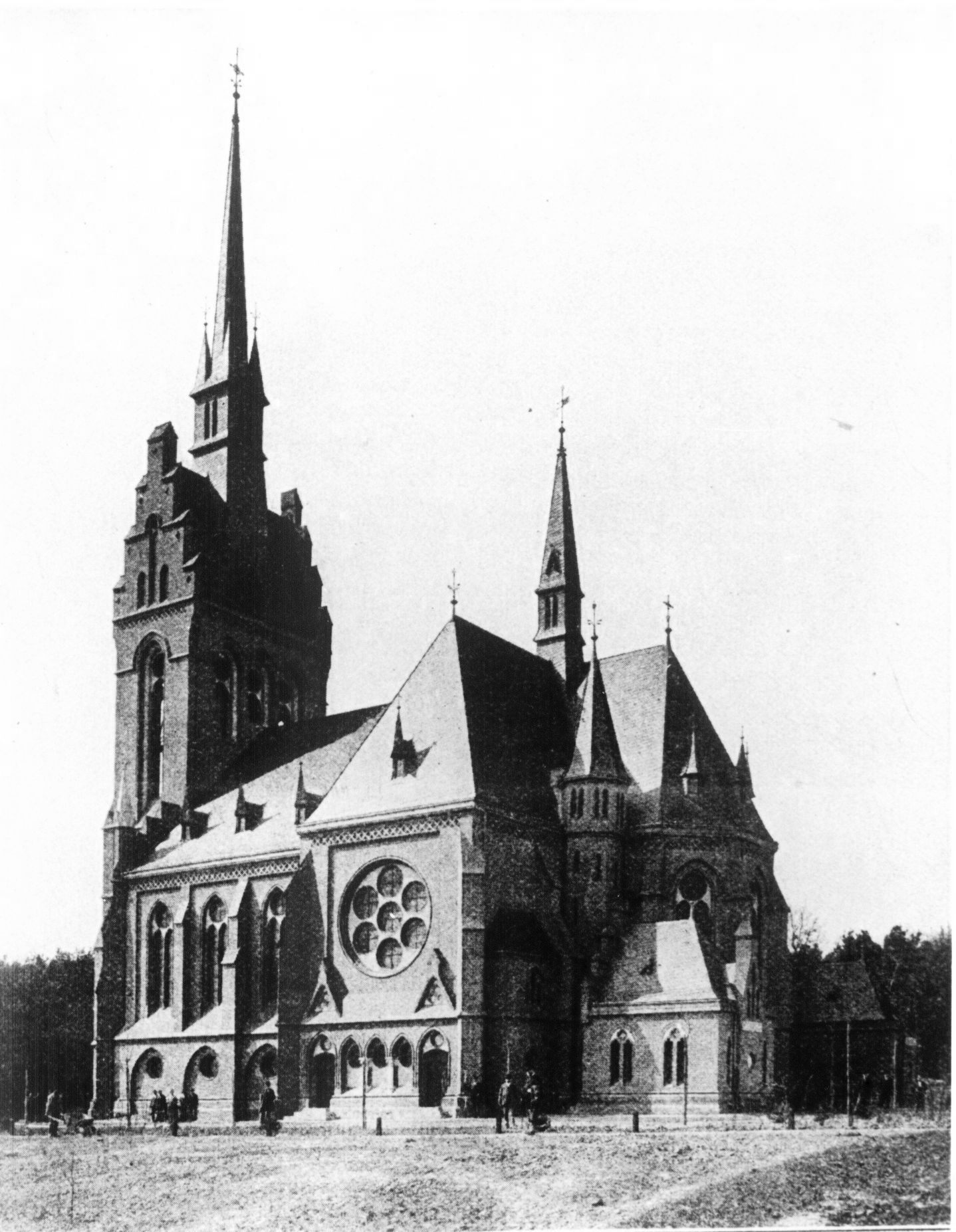
Na zaopatrzeniu materiałowym 65 pp był kościół garnizonowy

Święta państwowe i wojskowe obchodzono z pełnym ceremoniałem wojskowym. W pułku podejmowano zwierzchnika sił zbrojnych prezydenta RP Stanisława Wojciechowskiego.
Latem 1926, pułk po raz kolejny zmienił miejsce dyslokacji. W Starogardzie rozmieszczony został 2 pułk Szwoleżerów Rokitniańskich, a III/65 pp został przeformowany na 2 batalion strzelców stanowiący samodzielną jednostkę wojskową. Dowództwo pułku, I batalion i pozostałe pododdziały zostały przeniesione ponownie do Grudziądza i zakwaterowane w koszarach Jagiellończyka. W pobliżu koszar znajdowała się duża strzelnica garnizonowa i plac ćwiczeń. 8 kilometrów od koszar rozpoczynał się teren poligonu w Grupie. Z uwagi na dobre warunki szkoleniowe, na terenie pułku w ramach dywizyjnych kursów szkolono podchorążych rezerwy. Kadrę nauczająca stanowili oficerowie 65 pp. Na siedmiu turnusach przeszkolono ogółem 971 absolwentów. W 1937 przeniesiono siedzibę kursów do innych koszar w Grudziądzu. Na zaopatrzeniu materiałowym pułku znajdował się kościół garnizonowy pod wezwaniem św. Stanisława. Żołnierze pomagali przy modernizacji świątyni i utworzeniu cmentarza wojskowego.
W pułku duży nacisk kładziono na sport. Uprawiano lekką atletykę, hippikę, wioślarstwo i dyscypliny wojskowe. Od 1924 organizowano zawody strzeleckie. W zawodach brały też udział członkinie Stowarzyszenia „Rodzina Wojskowa”. Sponsorem nagród była „Spółdzielnia 65 pp”.
Pułk posiadał własną orkiestrę wojskową. Jej muzycy grali także w Miejskiej Orkiestrze Symfonicznej i w zespołach instrumentalnych Teatru Muzycznego. Grali także na zabawach ludowych w lasku garnizonowym, wieczorkach w kasynach, a w zimie na ślizgawkach. Orkiestra, kompania honorowa i wyznaczone pododdziały 65 pp brały udział w obchodach uroczystości państwowych i wojskowych w Grudziądzu i w Gniewie. Było to częścią planu repolonizacji Pomorza.
3 lipca 1929 roku minister spraw wojskowych zatwierdził marsz pułkowy 65 pp w układzie porucznika kapelmistrza Jana Hryniewicza.
Na podstawie rozkazu wykonawczego Ministerstwa Spraw Wojskowych do Departamentu Piechoty o wprowadzeniu organizacji piechoty na stopie pokojowej PS 10-50 z 1930 roku, w Wojsku Polskim wprowadzono trzy typy pułków piechoty. 65 pułk piechoty zaliczony został do typu II pułków piechoty (tzw. wzmocnionych). W każdym roku otrzymywał około 845 rekrutów. Stan osobowy pułku wynosił 68 oficerów oraz 1900 podoficerów i szeregowców. Na czas wojny przewidywany był do pierwszego rzutu mobilizacyjnego. W okresie zimowym posiadał dwa bataliony starszego rocznika i batalion szkolny, w okresie letnim zaś trzy bataliony strzeleckie. Jego stany były wyższe od pułku „normalnego” (typ I) o ok. 400–700 żołnierzy.
| Obsada personalna i struktura organizacyjna w marcu 1939 | Obsada personalna i struktura organizacyjna w marcu 1939 |
| Stanowisko                                               | Stopień, imię i anzwisko                                 |
| Dowództwo                                                | Dowództwo                                                |
| -------------------------------------------------------- | -------------------------------------------------------- |
| dowódca pułku                                            | płk Stefan Cieślak                                       |
| I z-ca dowódcy                                           | ppłk dypl. Witold Stefan Kirszenstein                    |
| adiutant                                                 | mjr Jan Mateusz Pancierzyński                            |
| starszy lekarz                                           | kpt. dr Antoni I Giziński                                |
| młodszy lekarz                                           | vacat                                                    |
| II z-ca dowódcy (kwatermistrz)                           | mjr Antoni Józef Hyży                                    |
| oficer mobilizacyjny                                     | kpt. adm. (piech.) Józef Gozdecki                        |
| z-ca oficera mobilizacyjnego                             | kpt. Władysław II Czaja                                  |
| oficer administracyjno-materiałowy                       | kpt. Eugeniusz Serwilian Borg                            |
| oficer gospodarczy                                       | kpt. int. Adam Tubylewicz                                |
| oficer żywnościowy                                       | vacat                                                    |
| oficer taborowy                                          | kpt. tab. Marian Bardoński                               |
| kapelmistrz                                              | ppor. adm. Sylwester Kołodziejczyk                       |
| dowódca plutonu łączności                                | por. Stanisław Moszyński                                 |
| dowódca plutonu pionierów                                | kpt. Mieczysław Stanisław Dąbrowski                      |
| dowódca plutonu artylerii piechoty                       | kpt. art. Władysław Sierko                               |
| dowódca plutonu ppanc.                                   | por. Stanisław Mróz                                      |
| dowódca oddziału zwiadu                                  | por. Stefan Andrzej Woldan                               |
| I batalion                                               |                                                          |
| dowódca batalionu                                        | mjr dypl. Józef Emil Palusiński                          |
| dowódca 1 kompanii                                       | kpt. Wacław Zachariasiewicz                              |
| dowódca plutonu                                          | ppor. Jan Jędrzejczak                                    |
| dowódca plutonu                                          | ppor. Jerzy Stanisław Medyński                           |
| dowódca 2 kompanii                                       | por. Stanisław Pisarczyk                                 |
| dowódca plutonu                                          | ppor. Edward Tomaszewski                                 |
| dowódca 3 kompanii                                       | kpt. Wilhelm Alfred Tarnawski                            |
| dowódca plutonu                                          | ppor. Franciszek Szczepański                             |
| dowódca 1 kompanii km                                    | kpt. Eryk Leon Kustusz                                   |
| dowódca plutonu                                          | ppor. Bolesław Fijałkowski                               |
| II batalion                                              |                                                          |
| dowódca batalionu                                        | mjr Artur Gudera                                         |
| adiutant baonu                                           | por. Stanisław Szczechura                                |
| pomocnik dowódcy baonu ds. gosp.                         | kpt. adm. (piech.) Józef Hadrjan                         |
| lekarz baonu                                             | por. dr Przemysław Małecki                               |
| dowódca 4 kompanii                                       | kpt. Stanisław Kasprzycki                                |
| dowódca plutonu                                          | ppor. Roman Aleksander Willke                            |
| dowódca 5 kompanii                                       | kpt. Wiktor Kąkolewski                                   |
| dowódca plutonu                                          | por. Zbigniew Antoni Ostrowski                           |
| dowódca plutonu                                          | ppor. Marian Jachimski                                   |
| dowódca 6 kompanii                                       | kpt. Zygmunt Gryczewski                                  |
| dowódca plutonu                                          | ppor. Piotr Przyszczypkowski                             |
| dowódca 2 kompanii km                                    | kpt. Leonard Kieraszewicz                                |
| dowódca plutonu                                          | ppor. Jan Mikołajewski                                   |
| III batalion                                             |                                                          |
| dowódca batalionu                                        | mjr Wacław Jakub Sokol                                   |
| dowódca 7 kompanii                                       | kpt. Ludwik Gosztowtt                                    |
| dowódca plutonu                                          | por. Stefan Ludwik Surdyk                                |
| dowódca plutonu                                          | por. Piotr Wilk                                          |
| dowódca plutonu                                          | ppor. Roman Bernhard Lipczyński                          |
| dowódca 8 kompanii                                       | kpt. Ludwik Szamocki                                     |
| dowódca plutonu                                          | ppor. Kazimierz Skorupka                                 |
| dowódca 9 kompanii                                       | kpt. Władysław Planeta                                   |
| dowódca plutonu                                          | por. Michał Kucharczyk                                   |
| dowódca plutonu                                          | ppor. Władysław Leopold Kielman                          |
| dowódca 3 kompanii km                                    | kpt. Stanisław Marian Nawrocki                           |
| dowódca plutonu                                          | ppor. Jan Klemczak                                       |
| na kursie                                                | por. Zygmunt Brewiński                                   |
| Dywizyjny Kurs Podchorążych Rezerwy 16 DP                |                                                          |
| dowódca                                                  | mjr Tadeusz IX Dąbrowski                                 |
| dowódca plutonu                                          | por. Paulin Franciszek Domanowski                        |
| dowódca plutonu                                          | por. Bolesław Niedek                                     |
| dowódca plutonu                                          | por. Bernard Franciszek Ossowski                         |
| dowódca plutonu km                                       | kpt. Adam Mikołaj Szczybalski                            |
| 65 obwód przysposobienia wojskowego „Starogard”          |                                                          |
| kmdt obwodowy PW                                         | mjr piech. Emil Niemiec                                  |
| kmdt miejski PW Starogard                                | por. kontr. piech. Stanisław Olszewski                   |
| kmdt powiatowy PW Starogard                              | kpt. Piech. Wincenty Warszawski(*)                       |
| kmdt pow. PW Tczew                                       | kpt. piech. Stefan August Śliwa(*)                       |

## 65 pp w kampanii wrześniowej

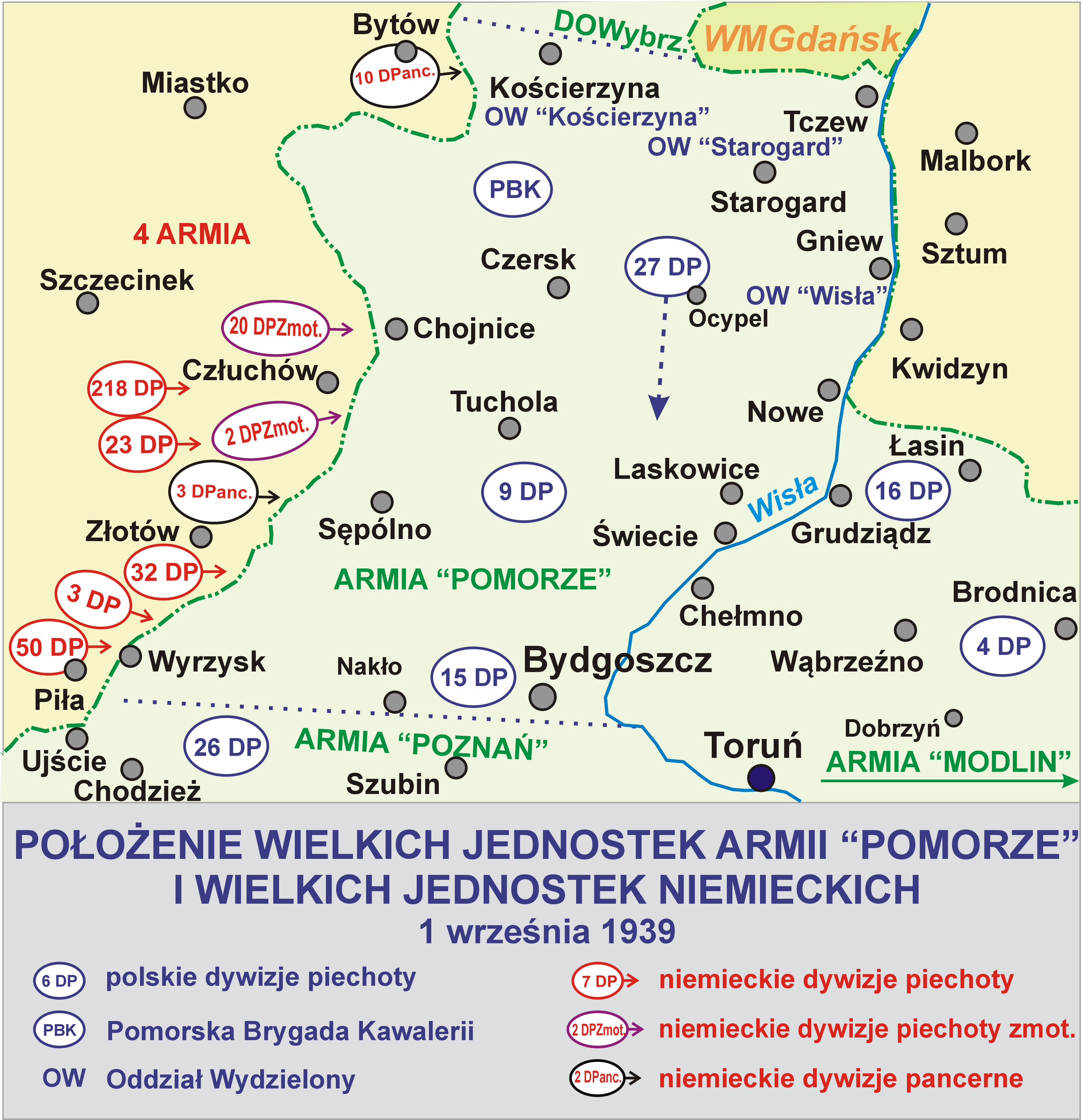
Pułk walczył w składzie 16 DP

### Mobilizacja
Wobec zaostrzania się stosunków polsko–niemieckich, wprowadzono w marcu 1939 wstępny etap mobilizacji. 23 marca przybył do pułku pierwszy rzut rezerwistów. Pod pozorem ćwiczeń budowano elementy fortyfikacyjne wzdłuż brzegu Osy. Plutony wojska wzmacniały Inspektoraty Straży Granicznej i pełniły służbę patrolową. W gminie Janowo wzmocnienie posterunków wiązało się z dużym ryzykiem. W razie przerwania komunikacji promowej pododdział mógł być łatwo odcięty. Mimo wszystko skierowano tam pluton II/65 pp z Gniewa.
24 sierpnia we wczesnych godzinach porannych rozpoczęto mobilizację alarmową tzw. „kartkową” w grupie niebieskiej, w garnizonie pułku w Grudziądzu zmobilizowano: 
- 65 pułk piechoty bez II batalionu w organizacji i etatach wojennych, w czasie od A+18 do A+36,
- kompanię asystencyjną nr 183, w czasie A+40,
- kolumnę taborową nr 817, w czasie A+44.

W garnizonie Gniew w mobilizacji alarmowej w grupie niebieskiej zmobilizowano:
- II batalion 65 pułku piechoty, w czasie A+24,

- 3 kompanię strzelecką batalionu piechoty nr 83, w czasie Z+24[35].

25 sierpnia pułk osiągnął pełną gotowość bojową i był przygotowany do wyruszenia do rejonów koncentracji. Jego batalionom postawiono oddzielne zadania. I batalion wszedł w skład odcinka obronnego „Gruta”. Zajął on stanowiska wzdłuż południowego brzegu Osy w rejonie Dąbrówki Królewskiej. Bronić się miał na szerokim froncie stosując obroną manewrową.
II batalion wszedł w skład Oddziału Wydzielonego „Wisła”. Jego zadaniem było zorganizowanie obrony zachodniego brzegu Wisły na kilkunastokilometrowym odcinku w rejonie Gniewa, aby nie dopuścić do sforsowania tutaj rzeki przez jednostki niemieckie z Prus Wschodnich. Ruchome posterunki obserwacyjne dozorowały brzeg rzeki, a główne siły batalionu pozostawały w gotowości do kontrataku. Dodatkowym zadaniem batalionu było zabezpieczenie ewakuacji mieszkańców Janowa.
III batalion i pododdziały pułkowe specjalne weszły w skład samodzielnego Oddziału Wydzielonego płk. Cieślaka” (dowódca 65 pp). Miał on za zadanie bronić Grudziądza. Dowódcy OW podporządkowano batalion Obrony Narodowej „Świecie” oraz zapewniono wsparcie III/16 pułku artylerii lekkiej. Siły OW płk Cieślaka liczyły ok. 3 000 żołnierzy. Dysponowały dwunastoma haubicami 100 mm, dwiema armatami polowymi 75 mm i trzema przeciwpancernymi 37 mm. OPL stanowiły cztery armaty przeciwlotnicze 40 mm z 16 baterii plot. Z nadwyżek rezerwistów sformowano batalion nadwyżek.

### Działania bojowe

#### Walka II batalionu 65 pp
O świcie 1 września Niemcy rozpoczęli ostrzał polskich wiosek. Przystąpiono do ewakuacji mieszkańców i wojska zza Wisły. Przeprawę osłaniał z lewego, gniewskiego brzegu II/65 pp. Wymiana ognia trwała do wczesnego popołudnia, a II batalion otrzymał rozkaz dołączenia do zgrupowania płk. Cieślaka. O świcie walczył też posterunek Straży Granicznej wzmocniony żołnierzami z 65 pp.

#### Bitwa nad Osą
Około 10.00 na kierunku grudziądzkim uderzyła silna „Gruppe Graudenz”, utworzona z oddziałów XXI KA. Na III batalion nacierały 24 i 45 pułki piechoty z 21 DP. Pierwsze uderzenie zostało odparte na całym odcinku obrony OW płk. Cieślaka. Jednak na wschód od jego prawego skrzydła udało się niemieckiej piechocie i czołgom sforsować w kilku miejscach Osę i uchwycić przyczółki na południowym brzegu. III batalion zmuszony został zagiąć odsłonięte prawe skrzydło. Zatrzymał natarcie piechoty i czołgów skierowanych na Grabowiec. W wyniku kontrataku 66 pułku piechoty i I/65 pp, częściowo odtworzono uprzednią rubież obronną. Nie zdołano wyprzeć nieprzyjaciela za rzekę.
O 6.00 2 września rozpoczęła się kolejna nawała artyleryjska na pozycje obronne OW płk. Cieślaka. Uderzenie niemieckie kierowało się na Nicwałd. Na kierunek ten dowódca 65 pp skierował wszelkie możliwe odwody. Całe przedpołudnie trwały zacięte walki. Niemcy zdobyli Nicwałd oraz dwa folwarki.
Po południu niemiecki 45 pp, wsparty pociągiem pancernym, uderzył wzdłuż szosy i toru kolejowego na Owczarki w styk III batalionu i batalionu ON „Świecie”. Niemcy doszli aż do zabudowań stacji kolejowej. Energiczny kontratak odwodów pozwolił utrzymać pozycje.
Na odcinku obrony I batalionu 65 pp, na wschód od Grudziądza, napór nieprzyjaciela był tak duży, że pododdziały polskie stopniowo wycofały się za tor kolejowy Niewałd – Mełno, stawiając słaby opór na prowizorycznych liniach obrony. Po południu samoloty szturmowe wielokrotnie bombardowały polskie pozycje. Cała 16 DP rozpoczęła szybki odwrót w kierunku Radzynia Chełmińskiego. Tym samym blokowała wchodzące do walki odwody GO. Dopiero pod wieczór pozostałości I/65 pp skoncentrowały się w rejonie Nowy Dwór – Fijewo. Reorganizacja batalionu trwała jeszcze przez całą następną dobę.
Około 21.00 saperzy wysadzili stały most przez Wisłę. Zabezpieczono tym sposobem lewe skrzydło OW płk. Cieślaka. Jednak wielu oddziałom wycofującym się do Grudziądza z lewobrzeżnej części Pomorza, odcięto możliwość odwrotu. Od świtu 3 września pod Grudziądzem trwał niemiecki ostrzał artyleryjski. Rano silne zgrupowanie piechoty odbiło Nicwałd, II/65 pp utracił swoje pozycje. Polskie kontrataki nie odniosły sukcesu. Straty II batalionu w ciągu ostatniej doby wyniosły ok. 50 zabitych. Także w Owczarkach i pod Stanisławowem piechota nieprzyjacielska przełamała polski opór. Płk Cieślak zarządził odwrót w kierunku Torunia. Działania utrudniali strzelający z ukrycia niemieccy dywersanci. Wieczorem i w nocy wyczerpane oddziały niemieckiego XXI Korpusu nie atakowały. Bitwa pod Grudziądzem zakończyła się dla obrońców przegraną.

#### Odwrót
W nocy z 3 na 4 września żołnierze 65 pp maszerowali przy niewielkiej styczności z wojskami lądowymi nieprzyjaciela. Rano 4 września po całonocnym marszu zajęli rubież obronną Lisewo – Płużnica – Przydworze. Uzupełniono straty rozdzielając własny batalion marszowy pomiędzy pododdziały pułkowe i okopano się. W godzinach popołudniowych sztab Armii „Pomorze” zarządził dalszy odwrót. Oddziały maszerowały bocznymi drogami przez Drzonowo – Zajączkowo – Węgorzyn – Srebrniki – Wielką Łąkę do rejonu Grębocina. Po raz kolejny zajęto pozycje obronne i zarządzono odpoczynek dzienny.
W nocy z 5 na 6 września 16 DP maszerowała znowu w kierunku południowym na połączenie z Armią „Poznań”. W dzień żołnierze kopali okopy. Kontakt bojowy był niewielki, zmęczenie ogromne.
Około 21.00 6 września pododdziały przemieściły się do rejonu Osówki koło Witowąża. Tutaj po raz pierwszy 65 pp zebrał się w jedną całość. Kolejny dzień 7 września pułk maszerował wzdłuż prawego brzegu Wisły na most we Włocławku. Około 21.00 OW został rozwiązany i wszedł w skład macierzystej dywizji. Nocą maszerowano dalej do Szpetala i ok. 6.00 rozpoczęto przekraczanie Wisły. Sytuacja powtarzała się. W dzień pułk odpoczywał, w nocy maszerował. Po tygodniu forsownych marszów pułk wkroczył znowu w strefę działań wojennych.

#### Bój o Łowicz
Od godz. 23.00 pułk maszerował dalej w kierunku południowo-wschodnim przez Helenów – Luszyn – Złaków Borowy – Złaków Kościelny. 11 września o 11.00 otrzymano rozkaz wejścia do walki w drugim rzucie dywizji w bitwie o Łowicz. Do linii wyjściowej brakowało jeszcze 18 km. Ostatecznie 65 pp z III dywizjonem 16 pal zajął pozycje wyjściowe do ataku w lesie koło wsi Sierżniki i Strzelcew. Zadaniem pułku była osłona wschodniego skrzydła 16 DP, a w razie potrzeby obejście Łowicza od wschodu. W mieście przeciw niemieckiemu 102 pp z 24 DP walczył już 64 pp.
O 16.00 pododdziały rozwinęły się do natarcia. W pierwszym rzucie podszedł do Bzury I batalion z kompanią zwiadu i kompanią przeciwpancerną, następnie kolejno miały uderzyć pozostałe bataliony. Dowódca pułku z adiutantami przeprowadził rekonesans. Nacierający I batalion oczyścił z nieprzyjaciela lewobrzeżne przedmieścia Łowicza i zaległ nad Bzurą. Wspierany przez artylerię II batalion spotęgował uderzenie, wspólnie z I batalionem sforsował Bzurę i opanował most. Przed świtem zaatakował III batalion. Wykonując obejście, zaatakował Niemców od wschodu. Z nastaniem dnia całe miasto było wolne, a czołowe kompanie 65 pp przeszły do pościgu, dochodząc do miejscowości Mysłaków. Po opanowaniu stacji kolejowej wydobyto z opuszczonych transportów kolejowych wiele broni ręcznej, amunicji i różnego sprzętu wojskowego. Na wagonach były też 100 mm haubice. Pozwoliło to na uzupełnienie pododdziałów organicznej artylerii w sprzęt. W czasie walk o Łowicz zginęło 192 żołnierzy, a 280 zostało rannych.
Wobec zmiany koncepcji działań Armii „Poznań” i „Pomorze” około 3.00 pułk otrzymał rozkaz opuszczenia miasta i marsz na odcinek obrony Zabostów – Kompina – Patoki wzdłuż szosy Łowicz – Sochaczew, już na północnym brzegu rzeki. Dzień 13 września i noc z 13 na 14 września upłynął na obronie nowych pozycji. W sztabach armii zapadały jednak kolejne decyzje. Zamierzano powtórnie opanować łowicki węzeł drogowy. Zadanie zdobycia Łowicza powierzono znowu 16 DP. 65 pp miał działać w drugim rzucie. W godzinach rannych 14 września pułk został przegrupowany na podstawę wyjściową do ponownego natarcia na Łowicz. O 16.00, podczas olbrzymiej ulewy, rozpoczęto atak. Sforsowano Bzurę i uderzono przy wsparciu dwóch dywizjonów artylerii na południowo-wschodnią część miasta. Do 19.00 zdobyto znaczną część Łowicza. Jednak w rejonie stacji kolejowej w Zielkowicach polskie natarcie załamało się. Niemcy siłami czterech pułków piechoty ruszyli do kontrataku. Polskie jednostki pod naporem wroga zaczęły wycofywać się w kierunku rynku i Bzury. W tej sytuacji gen. Bołtuć wydał ok. 21.00 rozkaz wycofania się za rzekę. W 65 pp największe straty poniósł III batalion, w którego pododdziałach stany osobowe wyniosły 40% stanów wyjściowych. Pułk zajął nowe pozycje w rejonie Małszyc. Walczył tam z powodzeniem 15 września i w nocy z 15 na 16 września. 16 września nasiliło się działanie lotnictwa niemieckiego. Wzmógł się też ostrzał artyleryjski. Dowódca Armii „Pomorze” wydał o 22.00 rozkaz do wycofania. Pod Sochaczewem niemieckie wojska pancerne przerwały polski front.
Podwójny bój o Łowicz nie przyniósł sukcesu decydującego o powodzeniu działań zaczepnych połączonych Armii „Poznań” i „Pomorze”. Pułk poniósł ogromne straty i znacznie obniżyła się jego wartość bojowa.

#### Ostatnie walki
Nocą z 16 na 17 września jednostki wycofywały się spod Łowicza. Kolumny pododdziałów rwały się i mieszały. Rano pułk osiągnął rejon obrony 4 km na wschód od Kiernozi. Stał się jednak celem nalotu lotnictwa szturmowego i bombowego. Straty były bardzo duże. Na pułk uderzył 2 pułk czołgów z niemieckiej 1 DPanc. Obrona trwała do 18.00. Zgodnie z rozkazami, pozostałości 65 pp wyruszyły wieczorem przez Kaptury – Krzyżyk Iłowski – Iłów dotarły do lasu przy m. Uderz. Marsz prowadzony wśród rozbitych taborów, zaprzęgów artyleryjskich, porzuconych wozów i samochodów nadwerężył siły żołnierzy. Po osiągnięciu rejonu łącznik przywiózł rozkaz wznowienia marszu w rejon koncentracji 16 DP. W owym czasie wartość bojowa pułku była równa batalionowi piechoty. O 12.00 żołnierze dotarli do rejonu Bud Starych.
Stąd miało wyruszyć natarcie przez Białą Górę na Brochów. Pułk maszerował w szyku bojowym na prawym skrzydle dywizji. W rejonie Młodzieszyna III batalion wszedł w styczność bojową z niemieckim I batalionem 33 pułku piechoty, wzmocnionego kompanią czołgów z 36 pcz.
Pozostał w obronie osłaniając prawe skrzydło maszerującej dywizji. Żołnierze pozostałych batalionów zaatakowali. Zmasowany ogień artylerii nieprzyjacielskiej i karabinów maszynowych, a także czołgów, moździerzy i armat przeciwpancernych zmiażdżył natarcie. Bardzo wielu żołnierzy poległo, na pobojowisku pozostało dużo ciężko rannych. Inni żołnierze rozproszyli się po lesie i błądzili w nim w ciemności. Wielu żołnierzy starało się wydostać z „kotła iłowskiego” na własną rękę.
18 września należy uznać za kres istnienia 65 Starogardzkiego pułku piechoty jako samodzielnej jednostki.

### Oddział Zbierania Nadwyżek 65 pp
Oddział Zbierania Nadwyżek 65 pp, wraz z częścią zapasów umundurowania, broni i wyposażenia pod dowództwem mjr. Antoniego Hyżego odjechał transportem kolejowym do Ośrodka Zapasowego 16 DP w Radomiu, w dniu 29 sierpnia 1939 roku. W Grudziądzu decyzją dowódcy dywizji wydzielono z OZN 65 pp i pozostawiono kompanię nadwyżkową przewidzianą początkowo do ochrony koszar, a następnie kompania weszła w skład improwizowanego batalionu szturmowego 16 DP „Grudziądz”. Kompania złożona była głównie z żołnierzy rezerwistów, umundurowane w zużyte sorty mundurowe i niekompletną broń z użytku bieżącego. Z uwagi na zagrożenie tego regionu kraju, z powodu przełamania linii obrony Armii „Łódź” i Armii „Kraków”, sformowano w dniu 3 września z zasobów OZ 16 DP pułk zbiorczy pod dowództwem zastępcy dowódcy ośrodka ppłk. Tadeusza Knoppa. Pułk liczył ponad 3 000 żołnierzy. Z kadry i rezerwistów 65 pułku, od 30 sierpnia do 3 września we wsi Stara Wola Gołębiowska sformowano batalion bojowy pod dowództwem mjr. Antoniego Hyżego. Batalion otrzymał jako uzupełnienie posiadanej nielicznej broni strzeleckiej nową fabrycznie broń z Fabryki Broni w Radomiu oraz granaty z magazynów innych fabryk. Natomiast umundurowanie było niekompletne lub starych wzorów, które przywieziono ze sobą lub pozyskano z magazynów 72 pp w Radomiu. Brakowało kuchni polowych, taborów, środków łączności. 
Pozostała część żołnierzy OZ 16 DP dla której nie wystarczyło broni i mundurów w liczbie ok. 1 000 pod dowództwem kpt. Zygmunta Sterza i por. Bolesława Firyna, nocą 6/7 września pomaszerowała pieszo do Kowla. 18 września pozostałość dotarła do Kowla, tam rozformowano OZ 16 DP większość żołnierzy udała się w kierunku Bugu i po drodze dołączyła do SGO „Polesie”. 

#### W składzie Grupy „Radom”
W okresie organizacji pułku ppłk Knopp z własnej inicjatywy nawiązał kontakt z Główną Składnicą Uzbrojenia nr 2 w Stawach k/Dęblina i uzyskał dla pułku 24 ckm i 6 armat ppanc. oraz spory zapas amunicji. W dniu 5 września II (65 pp) batalion piechoty, improwizowanego pułku piechoty OZ 16 DP ppłk. Knoppa został przewieziony transportem kolejowym do Skarżyska Kamiennego i zajął obronę w rejonie od Kajetanowa do Klonowa, po prawej stronie szosy Kielce-Skarżysko. Kompania ckm batalionu bojowego 65 pp jako ostatnia pobierała broń z fabryki i nie zdążyła na transport kolejowy wraz z batalionem. Około południa pomaszerowała pieszo w ślad za batalionem, dołączyła do batalionu 6 września po przebyciu marszem pieszym dystansu około 60 kilometrów. Na miejscu budował zawały leśne i inne przeszkody terenowe. 6 września dowódca pułku wyznaczył swój II(65) batalion do kontrataku na korzyść 93 pp rez. atakowanego przez oddziały niemieckiej 2 Dywizji Lekkiej. przed godziną 17.00 batalion ruszył w kierunku szosy Skarżysko Kam.-Kielce, po osiągnięciu rejonu kamieniołomu koło Zagnańska zaskoczył niemiecki pododdział zaangażowany w walce z 3/93 pp rez. Niezauważony podszedł pod samo pole walki i z marszu uderzył na oddziały wroga. W tym czasie 7/55 pal ostrzelała tyły oddziału niemieckiego, w efekcie kontrnatarcia niemiecki oddział został rozbity, batalion II (65 pp) zdobył jeden pojazd pancerny, a 4 wspólnie z artylerzystami zniszczył. Batalion mjr. Hyżego poniósł znaczne straty w zabitych, rannych i zaginionych, w tym 8 oficerów. Batalion mjr. Hyżego toczył zacięte walki obronne w rejonie Kajetanowa do nocy 6/7 września. Na linii obrony batalionu pozostała 5 kompania strzelecka por. Domanowskiego osłaniała odwrót pułku zbiorczego 16 DP, została odcięta. Na stanowiskach trwała do świtu 7 września niszcząc niemiecką kolumnę taborową. Następnie resztki jej wycofały się w kierunku Skarżyska Kamiennego. Z uwagi na straty bataliony II(65 pp) i III(66 pp) połączono w zbiorczy batalion pod dowództwem mjr. Hyżego. 7 września batalion mjr Hyżego zajął stanowiska obronne pod Osełkowem, luzując I/52 pułku piechoty. W pierwszej linii obronnej Grupy „Radom” ppłk. dypl. B. Kowalczewskiego załamując ok. godz. 15.00 natarcie niemieckiej 2 D Lek. Po odparciu ataku niemieckiego batalion wraz z pułkiem zbiorczym 16 DP wycofał się  na wschodni brzeg rzeki Kamienna w okolice miejscowości Kleszczyna i Parszowa. W tym czasie do batalionu dołączyły resztki 5 kompanii i zagubiony wcześniej pluton ckm, wycofanie odbyło się pod silnym ogniem niemieckiej artylerii. Wycofujący się batalion poniósł dalsze straty osobowe. Ze pułku zbiorczego ppłk. Knoppa pozostało zaledwie 600 żołnierzy. 8 września z resztek pułku OZ 16 DP utworzono batalion zbiorczy. Batalion zbiorczy ppłk. Knoppa stoczył potyczki z jednostkami 2 DLek. w rejonie leśnictwa Jasieniec. Nocą 8/9 września batalion podjął marsz w kierunku Iłży. W rejonie wsi Stare Maziarze poruszający się na czele kolumny 12 Dywizji Piechoty, batalion związał się walką z zagradzającymi drogę oddziałami niemieckimi, w trakcie walk nocnych do świtu strzelcy z Pomorza wystrzelali całą amunicję. O świcie 9 września batalion rozproszył się i przestał istnieć jako zwarta jednostka. 
Obsada batalionu bojowego II (65 pp) w składzie improwizowanego pułku OZ 16 DP
- dowódca batalionu - mjr Antoni Hyży
- dowódca 4 kompanii strzeleckiej - kpt. Józef Gozdecki
- dowódca 5 kompanii strzeleckiej - por. Paulin Domanowski
- dowódca 6 kompanii strzeleckiej - kpt. Józef Hadrian
- dowódca 2 kompanii ckm - ppor. Edmund Jerka
  - dowódca plutonu - ppor. Leon Mania
  - dowódca plutonu - plut. pchor. Kazimierz Łątkowski

| Struktura organizacyjna i obsada personalna we wrześniu 1939 | Struktura organizacyjna i obsada personalna we wrześniu 1939 |
| Stanowisko                                                   | Stopień, imię i nazwisko                                     |
| Dowództwo                                                    | Dowództwo                                                    |
| ------------------------------------------------------------ | ------------------------------------------------------------ |
| dowódca pułku                                                | płk Stanisław Cieślak (do 16 IX 1939)                        |
| dowódca pułku                                                | ppłk dypl. Witold Stefan Kirszenstein                        |
| I adiutant                                                   | kpt. Ludwik Gasztowt                                         |
| II adiutant                                                  | kpt. Mieczysław Dąbrowski                                    |
| oficer informacyjny                                          | kpt. Stanisław Nawrocki                                      |
| oficer łączności                                             | por. Stanisław Moszyński                                     |
| kwatermistrz                                                 | kpt. Wacław Klemens Zachariasiewicz                          |
| dowódca kompanii gospodarczej                                | kpt. Tomasz Zieliński                                        |
| oficer płatnik                                               | kpt. Mieczysław Tubilewicz                                   |
| I batalion                                                   |                                                              |
| dowódca I batalionu                                          | mjr dypl. piech. Józef Palusiński (1 IX ranny)               |
| adiutant                                                     | por. Piotr Kwiatkowski                                       |
| dowódca 1 kompanii                                           | por. Zygmunt Brewiński                                       |
| dowódca 2 kompanii                                           | por. Stanisław Pisarczyk                                     |
| dowódca 3 kompanii                                           | por. Ryszard Kremski                                         |
| dowódca 1 kompanii ckm                                       | kpt. Eryk Kustosz                                            |
| II batalion                                                  |                                                              |
| dowódca II batalionu                                         | mjr Artur Gudera                                             |
| adiutant                                                     | por. Stanisław Szczechura                                    |
| dowódca 4 kompanii                                           | ppor. Roman Wilke                                            |
| dowódca 5 kompanii                                           | kpt. Wiktor Kąkolewski                                       |
| dowódca 6 kompanii                                           | kpt. Zygmunt Gryczewski                                      |
| dowódca 2 kompanii ckm                                       | kpt. Stanisław Kieraszkiewicz                                |
| III batalion                                                 |                                                              |
| dowódca III batalionu                                        | mjr Jan Pancierzyński                                        |
| adiutant                                                     | ppor. Jan Andrzejczak                                        |
| dowódca 7 kompanii                                           | ppor. Michał Kucharczyk                                      |
| dowódca 8 kompanii                                           | kpt. Eugeniusz Borg                                          |
| dowódca 9 kompanii                                           | por. Paweł Bączyński                                         |
| dowódca 3 kompanii ckm                                       | por. Bernard Ossowski                                        |
| Pododdziały specjalne                                        |                                                              |
| dowódca kompanii zwiadu                                      | kpt. Leopold Niwiński                                        |
| dowódca plutonu konnego                                      | ppor. Tytus Lacki                                            |
| dowódca plutonu kolarzy                                      | ppor. Władysław Kielman                                      |
| dowódca kompanii przeciwpancernej                            | por. Stanisław Mróz                                          |
| dowódca plutonu artylerii                                    | kpt. Władysław Sirko                                         |
| dowódca plutonu pionierów                                    | por. Stanisław Surdyk                                        |
| dowódca plutonu przeciwgazowego                              | por. Bolesław Niedek                                         |
| Dowódcą batalionu marszowego                                 | kpt. Mieczysław Tubilewicz (płatnik).                        |

## Symbole pułku
Sztandar

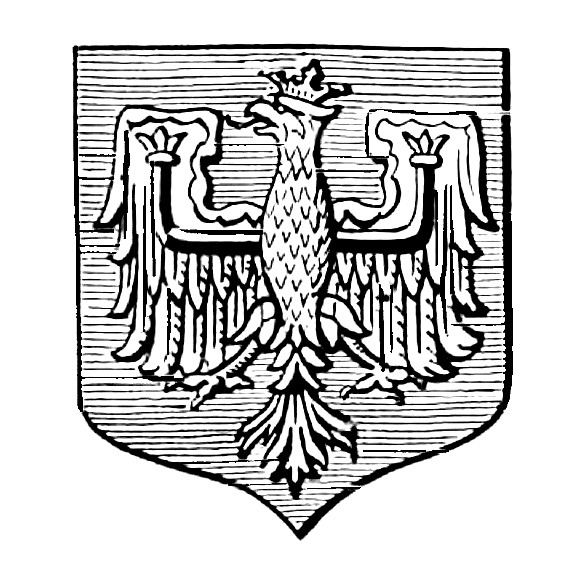
Odznaka 65 pułku piechoty noszona na kołnierzu

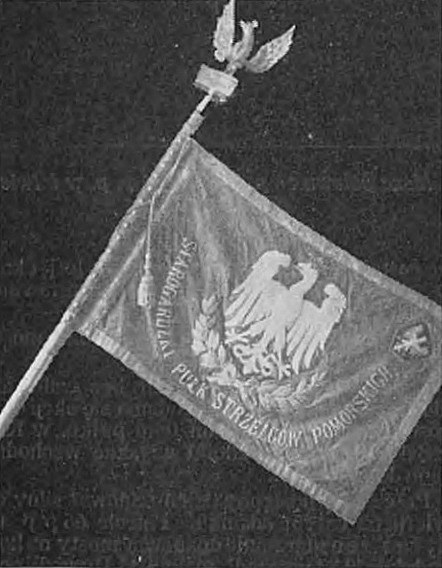
Sztandar 65 pułku piechoty

Pułk w swojej historii posiadał trzy sztandary (chorągwie). 
W styczniu 1920 roku 49 pułkowi strzelców kresowych otrzymał chorągiew ofiarowaną przez społeczeństwo Nowego Dworu Mazowieckiego. Chorągiew została przyjęta 24 marca 1920 roku jako znak honorowy zjednoczonego „65 Starogardzkiego Pułku Piechoty” podczas połączenia oddziałów. Razem z pułkiem przeszła cały szlak bojowy w 1920 r. Była używana do kwietnia 1924 roku, kiedy to pułk otrzymał nową chorągiew według wzoru przewidzianego ustawą z 1 sierpnia 1919 roku. Dotychczasową przekazano do sali honorowej.
Drugi sztandar ufundowali mieszkańcy Kociewia. Na stronie prawej widniał srebrny orzeł jagielloński ze złotą koroną, dziobem i szponami. Pod nim dwie gałązki wawrzynu i napis „Starogardzki Pułk Strzelców Pomorskich”. W prawym górnym rogu znajdowała się odznaka pamiątkowa 65 pp. Na stronie lewej w centrum umieszczono duży Krzyż Virtuti Militari i orłem państwowym w środku. Nad laurowym wieńcem widniał napis „Do ostatniej kropli krwi”, a pod nim umieszczono datę „8 X 1919”.
25 października 1929 roku Prezydent RP Ignacy Mościcki zatwierdził wzór lewej strony płachty chorągwi 65 pp. Na lewej stronie płatu, w środku krzyża w wieńcu laurowym umieszczono napis „Honor i Ojczyzna”. Na białych polach znajdowały się: w prawym górnym rogu godło Królestwa Włoch, w prawym dolnym – wizerunek Matki Boskiej Częstochowskiej, w lewym dolnym – orzeł jagielloński, w lewym górnym – godło Republiki Francuskiej. Na czerwonych polach wyhaftowano nazwy: „Kijanki 21 VI 1920”, „Mrozy 18 VIII 1920”, „Antopol 25 IX 1920”, „Chomsk 27 IX 1920”. 
22 września 1929 roku, na grudziądzkich błoniach, generał Mieczysław Norwid-Neugebauer wręczył dowódcy pułku chorągiew ufundowaną przez społeczeństwo powiatów: starogardzkiego, gniewskiego i tczewskiego.  
We wrześniu 1939 sztandar towarzyszył pułkowi w walkach. Od 23 września znajdował się pod opieką ppor. Jana Klemczaka. Oficer wraz ze sztandarem przedostał się z nim na Lubelszczyznę, gdzie jeszcze walczyły oddziały polskie. Na początku października wspólnie z ppor. rez. Żurawskmi zakopali sztandar pułku w lasach janowskich. Ten ostatni, już jako kapitan AK, pod koniec okupacji wydobył sztandar i przywiózł do stolicy. W okresie powstania warszawskiego, na ten właśnie sztandar składali przysięgę powstańcy. Sztandar został odnaleziony przez Tomasza Marszałka, który w 2000 r. odkupił go od anonimowego właściciela. Płat sztandaru poddano konserwacji w Muzeum Wojska Polskiego. W 2017 r. został przekazany do kolekcji MWP.
Odznaka pamiątkowa
14 lipca 1928 roku Minister Spraw Wojskowych marszałek Polski Józef Piłsudski zatwierdził wzór i regulamin odznaki pamiątkowej 65 pp. Odznaka o wymiarach 39x39 mm ma kształt krzyża kawalerskiego, którego ramiona pokryte są granatową emalią ze złoconymi krawędziami. Na środku krzyża okrągła, emaliowana na amarantowo tarcza z nałożonym srebrnym orłem jagiellońskim, otoczona nałożonym złotym wieńcem laurowym. Oficerska – trzyczęściowa, wykonana w srebrze, złocona i emaliowana. Wykonawcą odznaki był Wiktor Gontarczyk z Warszawy.
Emblemat

Na kołnierzach kurtek i płaszczy garnizonowych noszono małą czerwoną tarczę herbową ze srebrno-biały orzełkiem „jagiellońskim”. Posiadał on złote szpony, dziób i koronę. Szeregowcy nosili nieco uproszczony emblemat, przedstawiający samego orła.

## Starogardzcy strzelcy

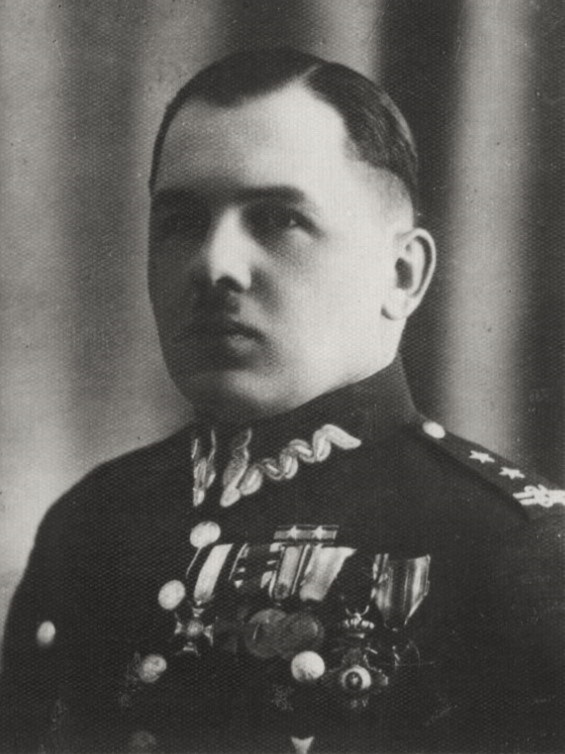
Tadeusz Podwysocki

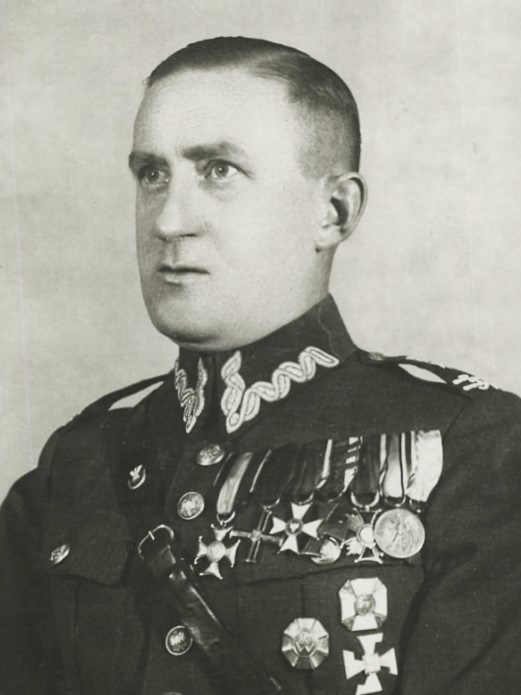
Stefan Cieślak

Dowódcy pułku
- ppłk piech. Franciszek Korewo (1920 – III 1927 → dowódca piechoty dywizyjnej 13 DP[56])
- ppłk / płk piech. Gustaw Kieszkowski (III 1927[57] - 23 I 1934 → stan spoczynku[i])
- ppłk piech. Tadeusz Paweł Podwysocki[58] (od 23 I 1934[j] - 4 VII 1935 → komendant miasta Wilna)
- ppłk / płk piech. Stefan Cieślak (4 VII 1935[59] - 4 IX 1939)
- ppłk dypl. Witold Stefan Kirszenstein (4 - 18 IX 1939)

Zastępcy dowódcy pułku
- ppłk piech. Aleksander Naganowski (10 VII 1922 – 15 X 1924 → stan nieczynny[60])
- ppłk piech. Tomasz Mazurkiewicz (1924 – V 1925 → zastępca dowódcy 64 pp[61])
- ppłk piech. Aleksander Naganowski (od V 1925[62])
- ppłk dypl. piech. Kazimierz Florek (do III 1929 → p.o. komendanta PKU Poznań Powiat)
- ppłk piech. dr Wiktor Matczyński (IV[63] – XII 1929 → zastępca dowódcy 25 pp[64])
- ppłk piech. Tadeusz Paweł Podwysocki (XII 1929[65] - I 1934 → dowódca 65 pp)
- ppłk dypl. Witold Stefan Kirszenstein (do 4 IX 1939)

II zastępca dowódcy pułku - (kwatermistrz)
- mjr piech. Antoni Józef Hyży (XII 1934[66] – 1939)

### Żołnierze 65 pułku piechoty – ofiary zbrodni katyńskie
Biogramy ofiar zbrodni katyńskiej znajdują się między innymi w bazach udostępnionych przez Ministerstwo Kultury i Dziedzictwa Narodowego oraz Muzeum Katyńskie.
| Nazwisko i imię              | stopień           | zawód                  | miejsce pracy przed mobilizacją | zamordowany |
| ---------------------------- | ----------------- | ---------------------- | ------------------------------- | ----------- |
| Biały Witold Edmund          | ppor. rez.        | technik rolnik         |                                 | Katyń       |
| Bieńkowski Stanisław         | ppor. rez.        |                        | aspirant Służby Więziennej      | Katyń       |
| Chudziński Michał            | por. rez.         | prawnik, mgr           | aplikant sądowy                 | Charków     |
| Dokuczyc Karol               | ppor. rez.        | nauczyciel             |                                 | Charków     |
| Dorosz Stanisław             | ppor. rez.        |                        | Straż Graniczna Krotoszyn       | Charków     |
| Drzewiecki Władysław         | por. w st. sp.    | oficer stanu spoczynku |                                 | Katyń       |
| Domanowski Paulin Franciszek | por. piech.       | oficer służby stałej   |                                 | Charków     |
| Kasprzycki Anastazy          | por. rez.         | urzędnik               | Izba Skarbowa w Inowrocławiu    | Charków     |
| Kowalski Tadeusz             | ppor. rez.        | buchalter              |                                 | Charków     |
| Mikołajewski Jan             | ppor. rez.        |                        |                                 | Charków     |
| Palusiński Józef Emil        | mjr. dypl. piech. | oficer służby stałej   | dowódca I/65 pp                 | Charków     |
| Polański Witold              | ppor. rez.        |                        | Straż Graniczna                 | Charków     |
| Rosiański Eryk               | ppor. rez.        |                        |                                 | Katyń       |
| Simon Kazimierz              | ppor. rez.        | nauczyciel             | szkoła powszechna               | Charków     |
| Wysocki Klemens              | ppor. rez.        | nauczyciel             | szkoła w Nienkowiczach          | Charków     |

## Upamiętnienie

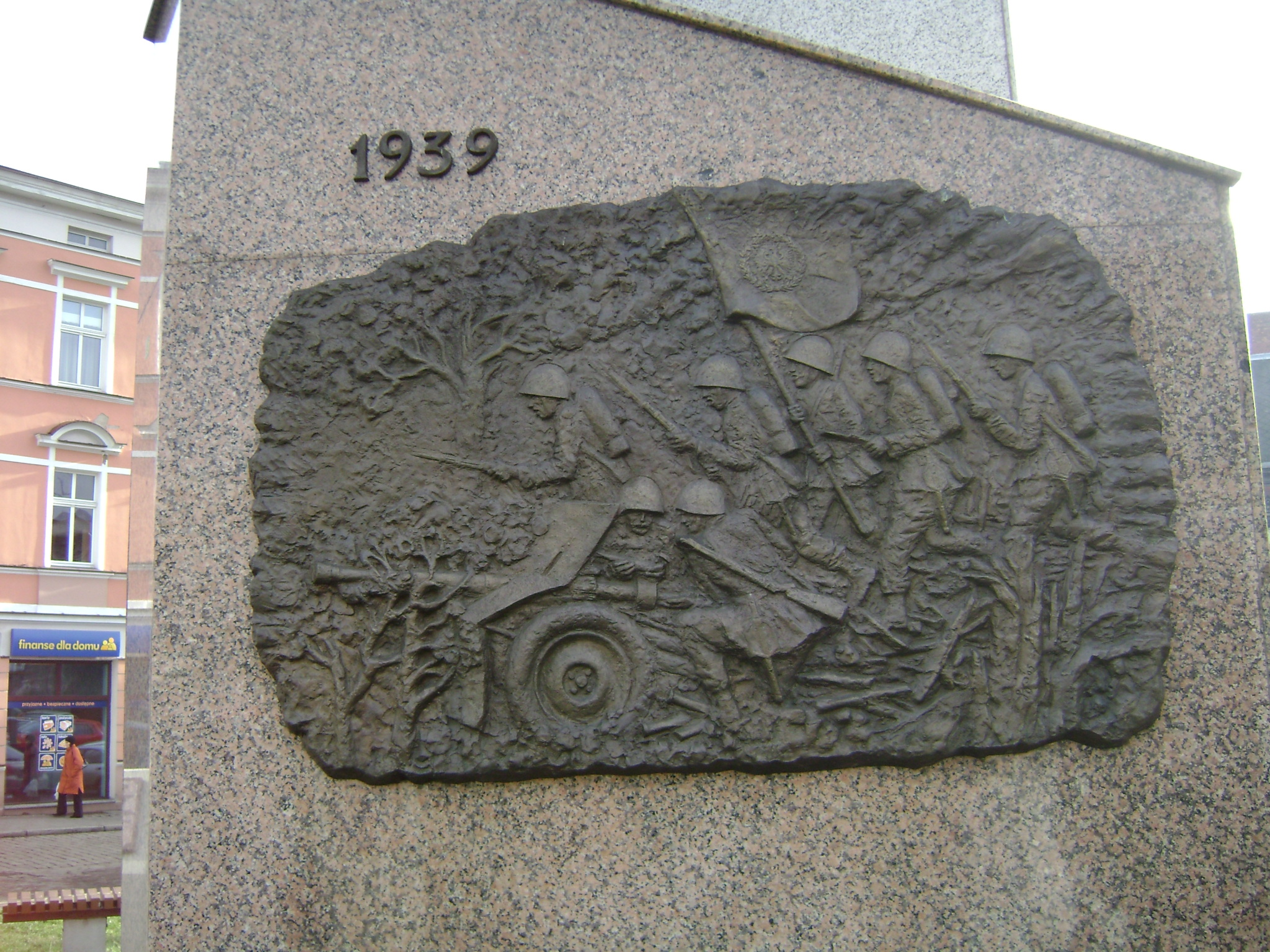
Płaskorzeźba przedstawiająca działania wojsk w Grudziądzu w 1939